# イカゲーム
『イカゲーム』（韓国語: 오징어 게임、英語: Squid Game）は、Siren Pictures Inc.制作による韓国のドラマ。アメリカ合衆国の定額制動画配信サービス「Netflix」にて配信されている。
タイトルのイカゲームは韓国で一時期流行した子どもの遊びを指す。

## あらすじ

### シーズン1
バツイチの父親で、高利貸しから追われているソン・ギフンは、地下鉄でスーツ姿の男性から大金が獲得できるゲームに招待される。そのゲームでは、6日で6つのゲームに参加し、それら全てをクリアしたものに高額の賞金が与えられるのだという。参加を決意したギフンは、そこでギフンの幼馴染でソウル大学首席のチョ・サンウ、脳腫瘍を患う老人オ・イルナム、脱北者の少女カン・セビョクらと出会う。
ゲーム「だるまさんがころんだ」が始まり、最初の脱落者が目の前で射殺され、その後も動いた参加者たちが次々と射殺されていく。ゲームの参加者は456人で、1人脱落するごとに1億ウォンの賞金額が積み上げられていく、死のゲームだった。一度はゲームを中断して家に帰る決断をしたギフンたちだったが、やがて自分の現状を変えるべく、最後の1人となり456億ウォンを手にするために、合計6つのゲームに挑む。一方で、行方不明の兄を探す警察官ファン・ジュノは兄の失踪とデスゲームの真相を探るべく、ゲーム内に潜入する。

### シーズン2
ゲームで優勝してから4年後、残酷なゲームに終止符を打つため、ギフンはゲームの黒幕を明らかにしようと決意していた。優勝賞金を使い、ギフンは地下鉄でメンコをするセールスマンを追跡し、ゲームを終わらせるため、再びギフンはゲームに足を踏み入れることにした。そこでは、ギフンのギャンブル仲間であるパク・チョンべと会うことになる。ギフンは4年前の経験を生かし、誰も死なせることなくゲームを中止させるよう奔走する。
一方、警察官ファン・ジュノは、フロントマンに銃で撃たれ、崖から海へ転落した後に、船長であるパクに船で助けられ、警察に戻って交通違反の取り締まりをしていたが、兄ファン・イノと真実を追う気持ちは絶えず、ギフンと再会し、ゲームが行われる無人島を探す。

### シーズン3
シーズン2でギフンは反乱を起こすが、失敗して捕らえられていた。ギフンは他のプレイヤーからは死亡したと思われていたが、棺に入れられた状態で参加者の部屋に戻される。目を覚ましたギフンは、親友チョンベや協力してくれた仲間たちは殺されたにもかかわらず、自分だけ生かされたことに激怒する。その後に行われた投票では、乱闘と反乱によって✕（バツ）の陣営が大量に死亡したことで◯（マル）の陣営が圧倒的多数となり、ゲームの続行が決定される。ギフンはこの事態の責任は反乱失敗の原因を作ったカン・デホにあると考え、以降彼を憎悪するようになる。 
第4ゲームは「かくれんぼ」。隠れるチームは渡された鍵で開けられるドアを探し、鬼チームは渡されたナイフで制限時間内に隠れる側を殺せば通過となるのだ。生き残ったミョンギ、デホ、ヒョンジュ、ジュニらが凶悪なゲームに挑んでいくなかで、参加者の思惑が様々に入り乱れていく。

## 登場人物

### 主要人物

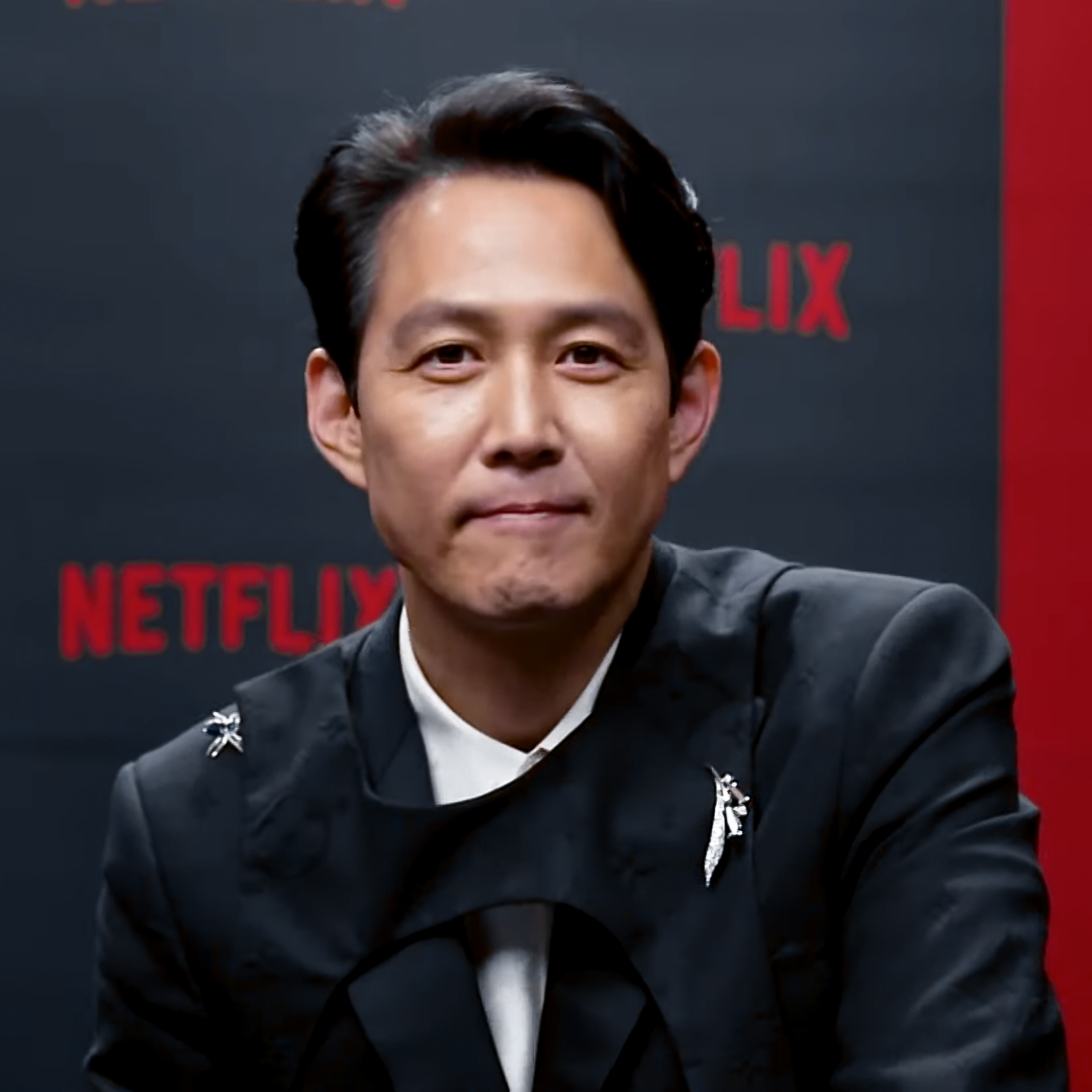
ギフンを演じたイ・ジョンジェ

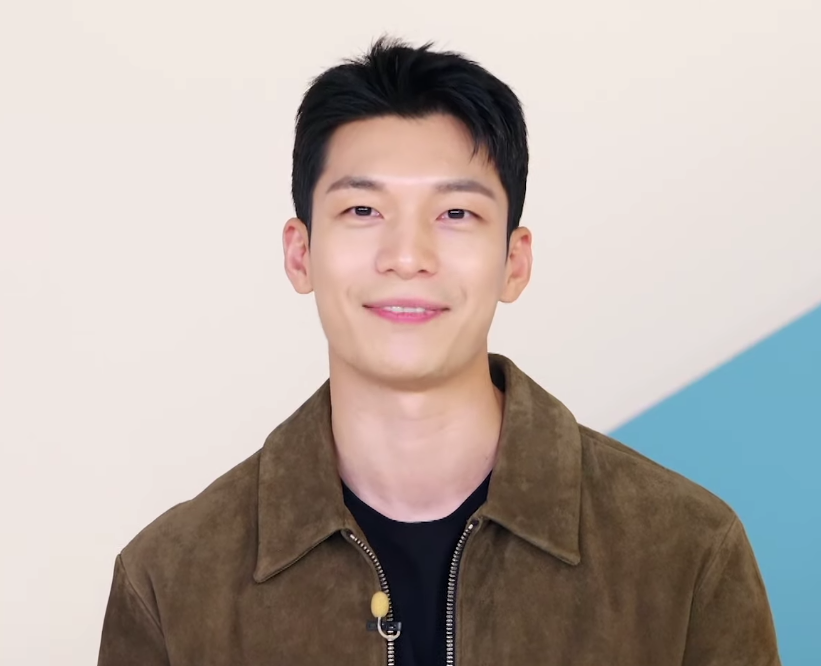
ジュノを演じたウィ・ハジュン

ソン・ギフン (韓：성기훈/英：SEONG Gi-hun/漢：成奇勳)
演 - イ・ジョンジェ、日本語吹替 - 坂詰貴之
参加番号456。本作品の主人公。1974年4月26日生まれ。ソウル特別市道峰區出身。サンウからは『兄貴』、セビョクからは『おじさん』と呼ばれている。老齢の母親と同居し、運転代行として働く傍ら、母親の金でギャンブルに明け暮れ、高利貸しから追われる自堕落な生活を送っている。サンウ曰く『優しすぎる』『人の世話ばかり焼く』との事で、自分を犠牲にしてまで他人を助けようとする節がある。
ゲーム参加時の年齢は47歳。債務額は1億6000万ウォン、ローンは2億5500万ウォン。
シーズン1における動向
テハン工業高校卒業後、ストライキがきっかけで自動車メーカーのドラゴンモータースを10年前に希望退職し、飲食業などの事業を始めたがどれも失敗。ギャンブルなどにより多額の借金を抱え、妻との間に10歳の娘がいるが、3年前に離婚したことで娘の親権を失う。母親から再婚した妻が娘と新しい父親の仕事の関係でアメリカに転居することを聞き、娘の親権を取り戻すため、2020年にイカゲームへ参加する。第1ゲーム終了後、投票によってゲームが中断されて帰宅するが、母の糖尿病が悪化していたことが判明し、母の手術費用のためにもゲームの再参加を決意。仲間とともに残り5つのゲームに挑んでいく。
仲間との協力や持ち前の機転でゲームを一つずつクリアしていき、最終ゲーム『イカゲーム』で親友サンウとの決闘を制し、賞金456億ウォンを得る。トラウマを残す事になるために仲間を失ったショックと罪悪感で放浪生活を送るが、優勝から1年後の2021年に病床のイルナムと会ったことで前向きに生きることを決意。サンウの母にお金を渡してセビョクの弟を預け、髪を染めて娘に会うため訪米を計画するが、その中でゲームがまだ行われていることを知り、訪米を取りやめてゲームの正体を暴くことを決める。
シーズン2における動向
ゲームクリアから4年後、ゲームの正体を暴くために、優勝賞金を使ってかつての借金取りたちを探偵として雇い、ゲーム参加のきっかけとなった謎のセールスマンを徹底的に捜索させる。捜索作業は難航し一旦はセールスマンを取り逃がしてしまうが、その後ギフンの家に現れたセールスマンと対峙し、彼とのロシアンルーレットを制する。その後、セールスマンのポケットにあったカードの情報を下にゲームスタッフの会合に潜入、フロントマンとの接触の末、再びゲームに参加する。
2度目のゲーム参加ではギャンブル仲間だったチョンべと再会、4年前の経験を活かしてできるだけ多くプレイヤーたちの死を阻止するよう尽力するが、ゲーム中断を良く思わないゲーム続行派（マル派）の対立が起こり、ついには乱闘を招いてしまう。その混乱に乗じてチョンべやゲーム中断派（バツ派）の仲間とゲームへの反乱を起こすも鎮圧され、目の前でフロントマンにチョンべを殺されてしまう。
シーズン3における動向
反乱が鎮圧された後、棺に入れられ大部屋に運ばれる。目が覚めて投票が始まると、「どうして俺だけ助けた、俺も殺せ」と暴れたため拘束される。そして投票では棄権する。第4ゲーム「かくれんぼ」では、赤チーム所属。反乱が失敗したのはデホのせいと考えており、結果としてデホを扼殺する。そして「大縄跳び」では、ジュニの赤ちゃんを抱いて挑みクリアする。最後のゲームを控える前日の夜、フロントマンにナイフを差し出され、「これでみんな寝ているうちに全員殺せ」と言われるが、あと一歩のところで踏みとどまる。最終ゲーム「天空イカゲーム」ではジュニの赤ちゃんが狙われるが最後まで守り切る。ミョンギと一緒に円柱から落ちそうになるが、ギフンは柱の側面をつかみ、ミョンギはギフンのスーツをつかみかろうじて落下を免れるが、服が破れミョンギが落下する。そこでゲーム開始に必要なボタンを押していないことに気が付き、押したあとに、「俺たちは馬じゃない。人間だ。人間は…」と言い残し赤ちゃんを残し自ら落下する。
ファン・ジュノ (황준호/HWANG Jun-ho)
演 - ウィ・ハジュン、日本語吹替 - 榎木淳弥
韓国警察に所属する若い男性警察官。失踪した兄の行方を探っており、兄が滞在していた受験生寮で見つけたカードと同じものを警察署に駆け込んできたギフンも持っていたことから、「イカゲーム」と兄の関連性を疑い、ギフンを追跡する。
シーズン1における動向
2020年、車ごと参加者を運ぶフェリーで運営スタッフを車内で殺して「○」の仮面と衣服を盗み、ゲーム会場へと向かう輸送船に侵入。運営スタッフ“29番”としてゲームに紛れ込む。第2ゲーム後、規律違反でフロントマンに罰せられた上官の死体から「□」の仮面を奪い使用する。
VIP到着後は給仕のマスクを奪いVIPルームに潜入し、VIPを尋問して逃走しようとするもフロントマンに見つかる。潜水服を盗んで海に逃げるが近くの無人島の断崖絶壁まで追い詰められる。駆けつけて素顔を晒したフロントマンが実の兄、ファン・イノであると知るが、フロントマンに投降を勧められてそれを拒んだため、彼に左肩を撃たれて海に転落する。
シーズン2における動向
前作でフロントマンに撃たれて死亡したと思われたが、その後通りすがりのパク船長に救助されて一命を取り留める。その際、持っていたスマートフォンは海に落として紛失、自身も島の場所などの記憶を失うも、ゲームの事や「フロントマン=兄」の記憶は保っている。
ギフンのゲームクリアから3年後は交通課の仕事に当たっている一方で、休日はパク船長の協力で自身が救出された海域の島々の探索にあたる。しかしその海域には100個余りの島があったため捜索は難航。そんな中、偶然部下がギフンをスピード違反で確保したことをきっかけに、再び事件との関連性を調べる。
シーズン3における動向
キム隊長やチェ理事やパク船長の協力を得て島を捜索していた。しかしチェ理事が目撃したパク船長のドローン操縦士殺害を報告され、一度は信じられなかったが、彼が地元で船長を知らない人が多かったことや、船長の家からピンクガードのマスクが見つかったことを伝えられ、警戒をしていると、船長が船内の隊員を殺害しているのを目撃し、水中銃で船長を殺害する。そこで航海中に兵士たちとの銃撃戦を終えたばかりのギョンソクを発見し、島の位置を伝えられ、潜入に成功するが、すでに最後のゲームは終わっていた。そこで柱の上で赤ん坊を抱えるイノを見つけ、「兄さん！どうして！」と言い放ったが、イノは穏やかな顔をしながら柱のエレベーターから降りていった。そして6カ月後、亡きギフンの部屋から賞金が消えていることに気が付き、部屋に侵入すると、消えた賞金の代わりに赤ん坊と「222番　優勝者」と書かれたカードとジュノ名義のクレジットカードが入っていた。銀行で残高を確認すると、456億ウォンが振り込まれていた。

### 運営側の関係者
フロントマン / ファン・イノ (황인호/HWANG In-ho)
演 - イ・ビョンホン、日本語吹替 - 土田大
フード付きの黒いコートに黒い仮面をつけている。ギフンたちが参加したゲームの運営責任者であり、監視ルームで運営スタッフたちの指揮を執っている。ゲーム会場の最上階に設けられた専用フロアのモニターでゲームの動向を監視していて、勤務中に仮面を外す等の違反を犯した運営スタッフを銃殺する。ゲームにおいては「平等」を大切にしており、ゲーム内容を事前に教えてもらったプレイヤーや教えた運営スタッフは容赦なく射殺する。会場に到着したVIPの案内対応や侵入者の捜索も担当している。
ゲームの運営責任者を務める前は警察官で、ファン・ジュノの異母兄。病気のジュノに腎臓を1つ提供した過去がある。妊娠中の妻の急性肝硬変を治す肝臓移植の費用を稼ぐため、取引先からの援助を受け入れるが賄賂の疑いをかけられ失職してしまう。金稼ぎの最後の手段として2015年の大会に132番で参加し、最終ゲーム前の夜に就寝中の参加者たちを皆殺しにして優勝していた。ゲーム優勝後は家族との連絡が取れず、行方不明とされている。
シーズン2では001番としてプレイヤーに紛れゲームに参加している。オ・ヨンイル（韓国語で01という意味）という偽名を使い、ギフンに近づく。当初はゲームの継続を希望するなどしてギフンからは反発されていたが、ゲーム参加の動機である妻の病気のことを語ったことで同情され、ゲーム攻略のために共闘するようになる。終盤の反乱の際にもギフンたちに協力するが、撃たれて死亡したふりをして裏切りフロントマンとしてギフンの前に現れ、その場でチョンべを射殺する。
シーズン3では特に目立った行動はしていないが、最後のゲームが始まる前夜、ギフンを呼び出して自分の正体を明かし、かつて自分が優勝した2015年の大会で差し出されたのと同じナイフをギフンに渡し、「これで寝ているうちにみんな殺せ」と過去にイルナムから言われたのと同じことを告げる。
最終ゲーム終了とギフンの死を見届けた直後、海洋警察が押し寄せてきたことを伝えられ、急いで緊急ボタン（自爆）を押したのちジュニの赤ん坊を抱き、島から脱出する。押し寄せたジュノに一瞬顔を向けるも、ジュノの「どうして！」という叫びには返答しなかった。半年後、赤ん坊とその賞金をジュノの元に届け、ギフンのジャージとその賞金を直接ソン・ガヨンに手渡す。
ピンクガード / 運営スタッフ
ピンクの衣装に黒い全頭仮面を着用した運営スタッフ。仮面に正方形「□」、三角形「△」、円形「○」の3つの図形が描かれている。
シーズン1の時点ではスタッフ・ピンクソルジャー・マスクと決まった名称がなかったが、シーズン2からは『ピンクガード』の名称で統一された。
「□」は管理者の役割で、各スタッフの管理やプレイヤーの行動を監視ルームで24時間監視している他、一部ゲームの進行役も務める。3つの図形の中では最も階級が高く、VIPへの応対も担当している。「○」と「△」は「□」に許可なく先に話してはならない。
「△」は兵士・警備員の役割で、短機関銃と拳銃を携帯し、ゲーム脱落者や違反者を銃殺する。ただし戦闘は不得意の様で、一部には元軍人などエキスパートもいるが、ほとんどは素人。『2』では銃を奪い取ったギフン達数名に手こずり、かなりの数の兵士たちが返り討ちに遭って倒されてしまった。
「○」は作業員の役割で、ゲームの準備や各プレイヤー管理・運営の雑務を行う。武装もナイフのみと軽装備であり、銃などを持った相手や腕っぷしの強い相手に襲われた場合、簡単に倒されてしまう。
運営スタッフは「共同区域での仮面強制着用・勤務中は仮面を外す事は禁止」・「他のスタッフやプレイヤーとの会話は禁止」・「勤務以外での外出禁止」の厳しい規律が徹底されている。待機時の待遇も階級によって差があり、「〇」は部屋も簡素なベッドと洗面台のみ・食事は僅かだが、「△」はシャワールームが付き、部屋も少し広くなる。
The new SportageのコラボCMによると、監視係や食事係などを除けば定時は18時と決まっており、島の中でのドライブなど自由な行動が許されるケースもある模様（ただし時間制限ありの交代制の為、自由行動を行う場合は順番待ちを行う必要がある）。
セールスマン
演 - コン・ユ、日本語吹替 - 諏訪部順一
整った身なりをしたスーツの男。本名は不明。第1話で金を失ったギフンの前に現れ、勝てば10万ウォンを得られるというメンコ勝負を提案。ギフンが勝利するまでゲームに付き合った末、ゲームの招待状を彼に手渡して去る。
シーズン1では素性については不明で、ゲームの参加者候補に招待状を配るという役目であるということしか分かっていなかったが、元々はゲームの死体処理や脱落者の射殺などを担っていた事がシーズン2にて判明。ゲーム参加前はギフンと同じく「社会の底辺」の人間だったようで、就職して間もなくは汚れ仕事に罪悪感があったが、同時にゲームが自分の居場所であるという意識も芽生え、ゲームに参加して脱落した父親を射殺したことで、その意識は確固としたものとなる。
冷静な性格で、いつもにこやかに人と話す穏やかな面を見せる一方で、ナイフを手に襲ってきた男二人を素手で返り討ちにするなど腕っぷしも強い。
ギフンがゲームにクリアした1年後も、参加者候補と思われる男を相手にメンコ勝負をしているのをギフンが目撃する。その際ギフンに気づき、黙って手を振って見送る。
ゲームクリアから3年後、ギフンによって雇われたキムとウソクにより招待状を配っているところを追跡され、襲われるも2人まとめて捕らえる。その後、近くの建物に2人を監禁して「2人で『じゃんけんぽんどっち引くの』をさせて、負けた方にロシアンルーレットを行わせる」というゲームを行い、結果としてキムを射殺する。その足でギフンの家に向かい、彼とも一対一でロシアンルーレットを行い、翻弄するも接戦の末に敗北し、狂気の笑みを浮かべながら自らの顎に実弾を打ち込み死亡した。
運営部隊長
演 - パク・ヒスン、日本語吹替 - 宮内敦士
「▢」の階級のスタッフを取りまとめる運営のリーダー。マスクは通常の物と同じだが、フロントマンの様な黒服にピンクのラインが入った独自の服装をしている。フロントマン(イノ)がゲームに参加する事になったため、代役として現場の統括を行っている。またゲーム外では「△」の役を任せられるスタッフの勧誘も行う。
元々は誠実にゲーム運営の仕事を行っていたが、前回の臓器売買の事件を知ってから金に目がくらんでしまい、自らも職位の権限を使って臓器売買に加担するようになってしまう（フロントマンにはこの事は隠しており、発覚しないよう隠蔽工作もしている模様）。
ゲーム参加前、脱北に成功して入院していたカン・ノウルと面識があり、彼女を運営スタッフとして勧誘した。しかし、臓器売買に対しては非協力的なノウルに苦言を呈する。
シーズン3ではノウルにまくし立てられ、ギョンソクに関する記録などを全部消す。しかしノウルたちが脱出してる最中にギョンソクの個人情報を無線で伝え、ノウルを戻らせる。その後、ノウルに脅されて関係者の個人情報がある執務室に彼女を連れていき、そこで彼女と激しく格闘。一度はナイフで刺して重傷を負わせるが、ノウルがエレベーター内に隠していた機関銃で不意打ちされあえなく射殺される。
カン・ノウル
演 - パク・ギュヨン、日本語吹替 - 織江珠生
シーズン2から登場。韓国へ亡命してきた脱北者で、元軍人の女性。遊園地で着ぐるみを着て働いており、車中泊の生活を送っている。一方で、北朝鮮に残してきた1歳の娘を連れ戻すため、ブローカーを頼って大金を積んでいた。しかし、ブローカーには金では解決できないと突っぱねられてしまい、悲嘆に暮れる。そんな時にゲームスタッフから勧誘され、「希望のない人々を楽に逝かせる」という理由で「△」のピンクガードとして運営側でゲームに参加することとなる。
運営部隊長とはゲーム参加前から面識があるようだが、上記の理由から彼らが手を染めている臓器売買への加担は拒否しており、まだ息のある脱落者にとどめを刺して回り、部隊長などの反発を招き、ついには部隊長の部下によってナイフで顔に傷をつけられ、臓器売買に協力しないと指を切り落として焼却炉に投げ込むと脅される。
シーズン3では急に態度が良くなったことを見られ、「運命共同体だ」と言われる。ギョンソクを撃つ際はわざと急所を外して「生きたければ死んだふりをしろ」といい、オペ室に連れて行く。そこで臓器を摘出する直前に医師以外のその場に居合わせたマスクを全員射殺する。そして医師を脅し、自らの血液を献血して蘇生手術を行わせる。そして用済みになった医師を射殺し、ギョンソクを兵士16番として潜入させる。そして部隊長の所に行き、ボート1隻を用意することやギョンソク（16番）や自分や他の人たちを外部の警備に回すことや、プレイヤー246番（ギョンソク）に関する記録を全部消すよう指示する。
そしてギョンソクといっしょに船で脱出するが、ギョンソクに関する個人情報を無線で伝えられ、ギョンソクを残し引き返す。そして執務室に向かうが、そこで部隊長との格闘の末射殺する。執務室にあったアルコール飲料を使い資料室に行き2024年のプレイヤー名簿やノウル自身の記録を焼却するが、そこに保存されていた自分の家族写真と、北朝鮮に残してきた娘が死亡したという記録を見て絶望。最終ゲームの様子を画面で見ながら機関銃で自殺を図るが、ギフンの自己犠牲と生き残ったジュニの娘を見てギリギリで思いとどまり、島が爆破される前に変装してフェリーに乗り込み島から脱出する。
半年後、ギョンソクに自身の似顔絵を書いてもらっている最中に駐車場に行き、ブローカーから中国でノウルの娘を見たという報告から、空港へ行き中国行きの飛行機へ乗る。
スタッフ28番
シーズン1に登場するピンクガードで名前は不明。階級は「◯」。
臓器売買に関わっており、医者のビョンギが摘出した臓器を29番とともに仲介役の船まで輸送する役目を担っている。
ファン・ジュノになりすまされた29番との行動中に、彼が以前と声が変わったことや運営についてしつこく聞かれたことから、29番が偽物なのではないかと疑いナイフを突きつけ、仮面を脱ぐよう命じるが、逆に仮面を脱いだジュノに銃を突きつけられて仮面を脱がされ、臓器を摘出された参加者やフロントマンの部屋の場所について尋問される。命乞いをしながら必死に協力すると訴えるも、最期は容赦なく射殺される。
スタッフ29番
シーズン1に登場するピンクガードで名前は不明。階級は「◯」。
眠らせた参加者を船で輸送する任務を行っていたところ、参加者に紛れていたファン・ジュノに襲われて絞殺され、着ていた服を奪われたうえで海に投げ込まれてしまう。ジュノはその服を利用してピンクガードになりすまし、ゲームに潜入することになる。
本編開始前にはスタッフ28番らと共に臓器売買に関わっていた。ジュノは奪った29番の服を利用してピンクガードになりすまし、ゲームや臓器売買の場に潜入することになる。なお29番の死体は近くの島に漂着し、顔を知らないピンクガードたちからは侵入者の正体だと判断された。

### シーズン1のゲーム参加者

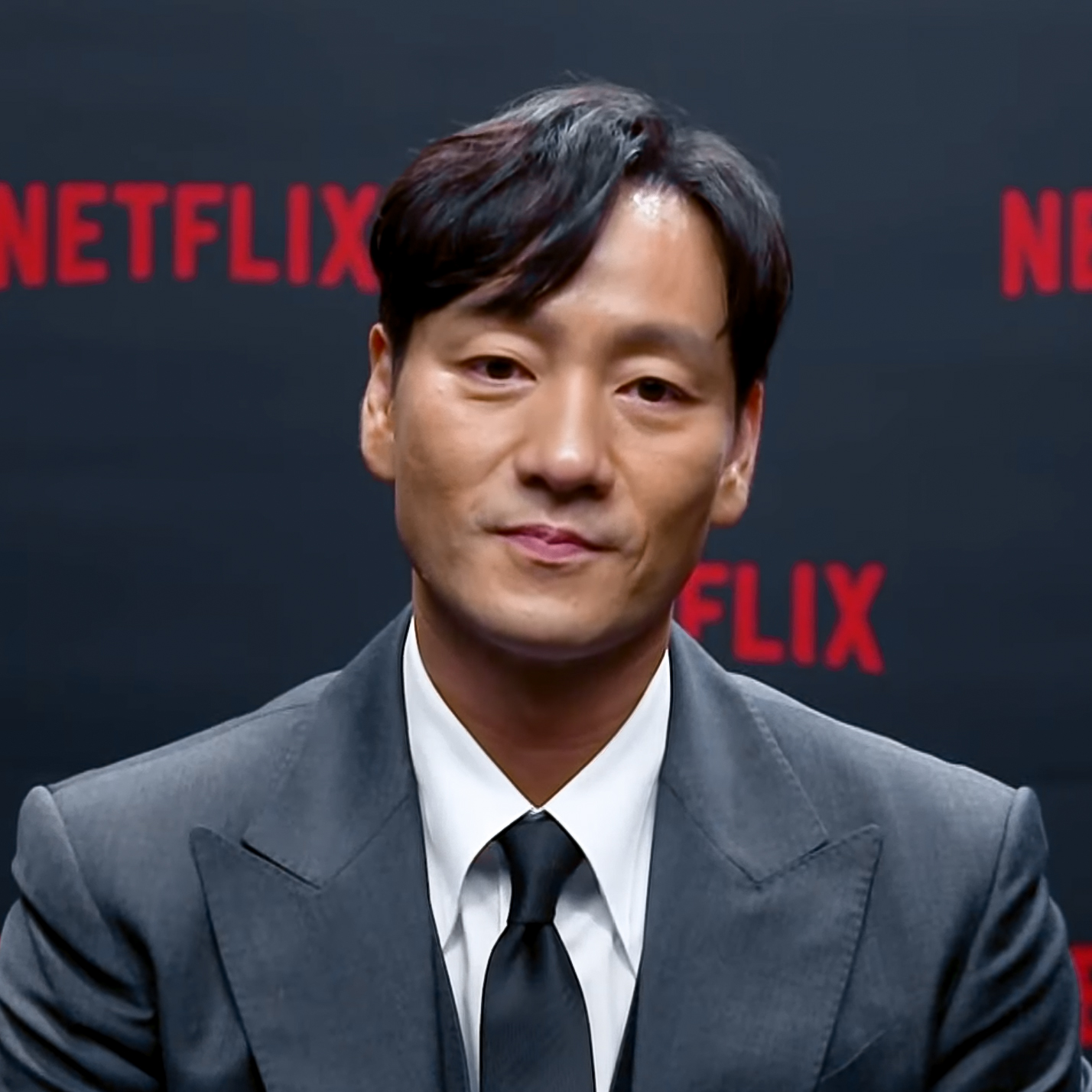
サンウを演じたパク・ヘス

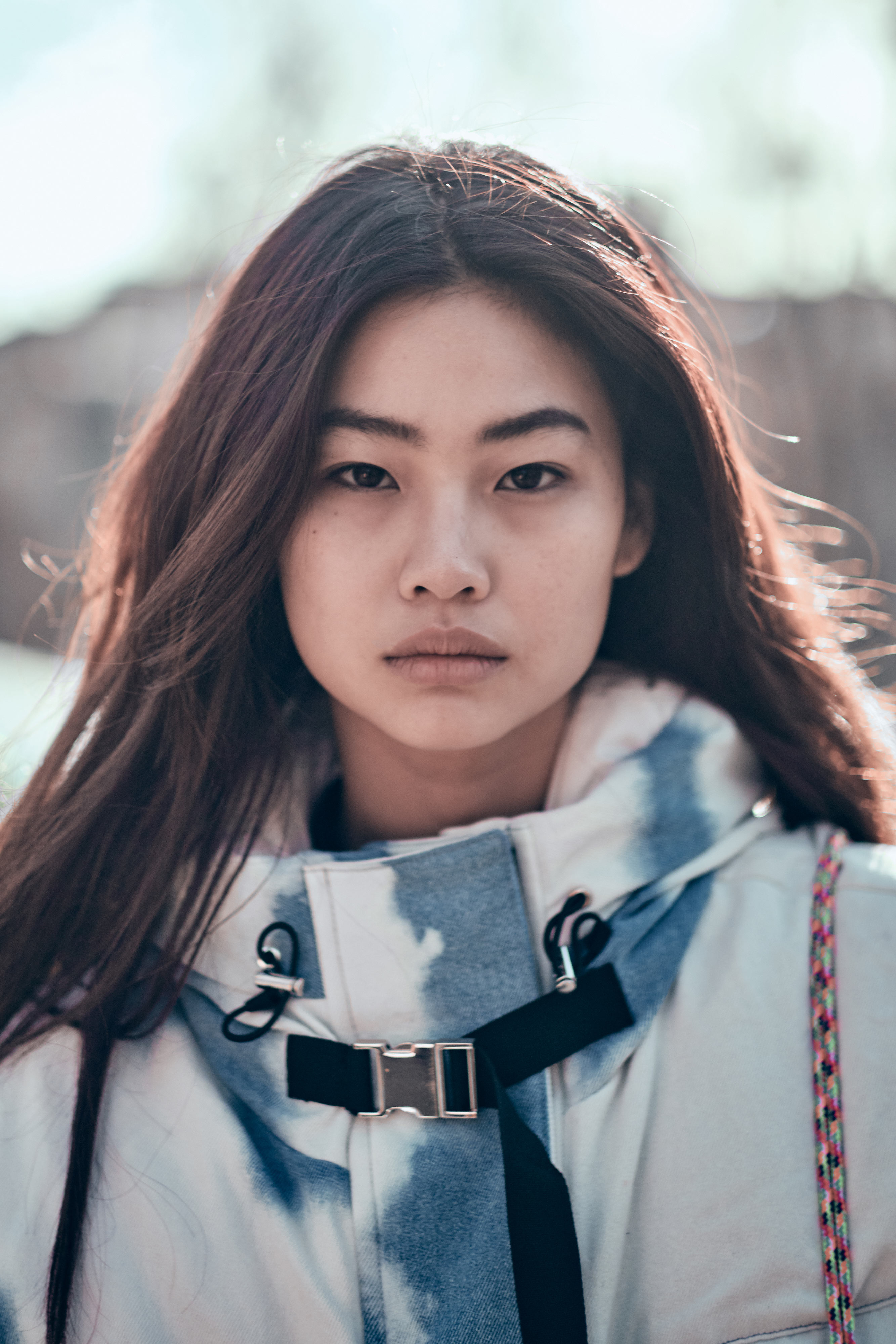
セビョクを演じた チョン・ホヨン

チョ・サンウ (조상우/JO Sang-woo)
演 - パク・ヘス、日本語吹替 - 中川慶一
参加番号218。ソン・ギフンの幼馴染で後輩。ソウル大学経営学部首席の秀才。
投票によるゲーム中断後、母の財産や家と店の金を全部つぎ込み、デリバティブで60億ウォンの負債を抱えていることをギフンに打ち明ける。更に横領、私文書偽造と詐欺などの容疑で警察から追われる毎日を過ごしている。ゲーム中断後、浴槽に横たわり練炭で自殺を図ったが、運営スタッフからのインターホンで我に返り、ゲームの再参加を決意する。
当初はギフンや他のプレイヤーたちと手を組んでいたが、第4ゲーム『ビー玉遊び』で、アリを騙して脱落させたり、最終ゲーム前に重傷を負ったセビョクを自分の都合で殺害するなど、次第に人間味を失っていき、敵となってギフンの前に立ちふさがる。
最終ゲーム『イカゲーム』でギフンとの死闘の末敗北し、ギフンに多数決ルールを使って2人で棄権しようと提案されるが、それを拒みナイフで首を刺し自決。死に際にギフンに母親を頼むと言い残し、息を引き取る。その最期は、ギフンに深い傷となる。
カン・セビョク (강새벽/KANG Sae-byeok)
演 - チョン・ホヨン、日本語吹替 - 國立幸
参加番号67。家族のために大金を必要としている、切迫した状況の脱北者。父を脱北の際に亡くし、母は公安によって強制送還された。弟は一緒に脱北し韓国の施設にいる。名前のセビョクは夜明けを意味する。
ゲーム開始前にはスリをして、ギフンから競馬の賞金を得る。ゲーム参加当初は一匹狼で周りを警戒していたが、徐々にギフンたちと助け合うようになる。
第5ゲーム『飛び石ゲーム』の最後に、ガラスの破片が腹部に刺さり重傷を負う。最後の晩餐後、食事に使ったナイフが各自運営から手渡された後、最終ゲーム開始前にギフンから最終ゲームでの協力を持ちかけられ、「生き残ったほうがもう一人の家族の面倒を見る」という約束を交わす。だがその直後、ギフンと組んで自身と敵対することを危惧したサンウにより襲われ、ナイフで刺殺されてしまう。
オ・イルナム (오일남/OH Il-nam)
演 - オ・ヨンス、日本語吹替 - 伊藤和晃
参加番号1。脳腫瘍を患う老齢の男性。ゲームを純粋に楽しんでおり、第1ゲーム『だるまさんがころんだ』で、プレイヤーたちが次々と射殺される中で動じることなく進み、笑顔でゲームをクリアする。ゲームの中止を決める多数決では、番号の大きい順からの投票であるため、最後に投票することになった。続行と中止の数が100対100で同数となり、最後に投票したイルナムが中止を選んだため、プレイヤーたちは全員帰宅することとなる。その後コンビニでギフンに再会し、脳腫瘍で余命がわずかであることを語り、もう一度ゲームに賭けてみたいと、ゲームの再参加を告げる。
第4ゲーム『ビー玉遊び』にて認知症のような症状を発症しながらギフンと勝負し、ビー玉の殆どを騙し取られるも、実際は認知症は演技であった。最後にギフンのいかさまを指摘しながらも、最後のビー玉を譲り脱落する。そのまま射殺されたかに思えたが、シーズン1最終話にギフンをスカイタワーへ呼び寄せる。
その正体は、ゲームのオーナーで、ゲームを創設した黒幕であった。かつてはVIPとして見物していたが、自分も参加したいと思い、ギフンと共にゲームに参加していた。スカイタワーにやってきたギフンにそのことを伝え、自分のような退屈な大金持ちを楽しませるためにゲームを作ったことを告げる。怒り心頭のギフンに最後のゲーム（ビルの下に行き倒れている男性を12時までに誰かが助けるかどうかの賭け）を持ち掛けて、「ゲームができて楽しかった」「君には金を使う権利がある」と説き、勝負を終える12時ちょうどに息を引き取る。
チャン・ドクス (장덕수/JANG Deok-su)
演 - ホ・ソンテ、日本語吹替 - 相沢まさき
参加番号101。顔の左下あたりに蛇のタトゥーをしている、ギャング組織の下で働いていた半グレのリーダー格。ギャング組織の金に手を出し、組織から追われる身となる。食事を巡って抗議してきたプレイヤーを撲殺したり、第5ゲーム『飛び石ゲーム』で後ろにいるプレーヤーに先に行くよう恫喝するなど横暴で自己中心的な性格を見せる一方、死が迫ると焦るなど小心者な一面を持ち合わせている。投票によるゲーム中断後、元部下に裏切られフィリピンマフィアに襲われるも元部下を殺害し、橋から飛び降りて逃げ切り再参加する。
第2、第3ゲームでは、スタッフから情報を得ていたビョンギを仲間にしたり、特別ゲーム(殺し合い)で敵を倒したりと勝ち進むが、ビョンギが射殺されたことで情報を得られなくなり窮地に立たされる。それでも第4ゲームでは何とか勝つが、第5ゲーム『飛び石ゲーム』で自身が裏切ったハン・ミニョに復讐心から道連れにされ、落下死する。
アリ・アブドゥル (알리 압둘/Ali ABDUL)
演 - トリバティ・アヌファム、日本語吹替 - 佐藤せつじ
参加番号199。パキスタンからの出稼ぎ労働者。職場である工場の社長から半年以上に渡り給料を差し止められ、苦しんでいる。投票によるゲーム中断後、職場に出向き、社長に「給料を払ってください」と訴えたが、まともに取り合ってもらえなかったことで激高し揉み合いとなり社長の手が機械に巻き込まれて負傷した際、社長が落とした封筒の金を拾う。封筒は後に妻に渡し、今すぐに子供を連れて帰国するように言いゲームの再参加を決意する。
職場での名残から「～～～です社長」が口癖。左手の薬指と小指が欠損しているものの怪力の持ち主で、第1ゲーム『だるまさんがころんだ』ではギフンが転倒し、脱落しそうになるのを片手の腕力だけで持ち上げ助けている他、第3ゲーム『綱引き』では最後尾を担当している。
第4ゲーム『ビー玉遊び』にてサンウと対戦。始めは消極的ながらも優勢に進むが、サンウの口車に乗せられて、自分のビー玉が入った袋と、石が入った袋を取り替えられたことに気づかず脱落してしまう。アナウンスでサンウの裏切りと自分の脱落を知り、「サンウ兄貴!」と叫んだ直後に射殺される。
ハン・ミニョ (한미녀/HAN Mi-nyeo)
演 - キム・ジュリョン、日本語吹替 - 小松由佳
参加番号212。痛んだ長髪が特徴の女性。第2話で「お金は必ず返します。私には生まれたばかりの子供がいるんです。帰らせてください」と運営に懇願しているが事実かどうかは不明。狡猾な性格で、腟内にタバコを隠して持込みトイレで喫煙したり、ギフンに詐欺で前科5犯であると自慢げに語ったりしている。
おどけた態度や、挑発的な言動が多く、本作の第1シーズンにおけるコミックリリーフ的な存在である。名前のミニョは美女を意味する。
強い者に取り入ろうとして第2ゲームでドクスに手を貸した上にその後性行為を行ったが、第3ゲーム開始前にドクスからグループを追い出されたことで、裏切ったドクスを目の敵にし、最後はギフンのグループに強引に加わる。
第4ゲーム開始前のペア決めで誰とも組めずスタッフに連れていかれ、脱落したと思われたが、運営の「疎外された弱者は捨てない」という意向で不戦勝となり、ゲーム終了後にギフンたちの前に笑顔で現れる。
第5ゲーム『飛び石ゲーム』では前の人を抜かしたり、落としたりしてドクスに追いつき、ドクスに今までの恨みを語った後、彼を道連れに足場から身を投じ、落下死した。
ジヨン (지영/Ji-yeong)
演 - イ・ユミ、日本語吹替 - 久保ユリカ
参加番号240。鼻に通したピアスが特徴的な若い女性の参加者。命懸けのゲームの最中にあってもどこか無気力で虚ろな雰囲気を漂わせており、第3ゲーム『綱引き』のチーム決めで一人あぶれていたところをセビョクに声をかけられ、そのままギフン一派に加わる。
ゲームに参加する以前は刑務所に服役しており、牧師だった父親から日常的に性的暴行を受けていた。その父がやがて母を殺し、そして自分が母の復讐で父を殺して懲役刑となった過去がある。
第4ゲーム『ビー玉遊び』でセビョクと対戦。勝負の前に互いに過去を話し合い、将来の夢を語り合うも、制限時間が近づいたときに「私にはここを出る理由がない」と言って勝ちを譲り、脱落。最後にセビョクに笑顔で手を振った直後、射殺される。

#### その他のプレイヤー（シーズン1）
ト・ジョンス (도정수/DO Jeong-soo)
演 - イ・サンヒ
参加番号17。ガラス製造業で33年間勤務経験があり、光の加減で強化ガラスと通常のガラスを見分けることができる。
第5ゲーム『飛び石ゲーム』ではその持ち前の知識を発揮し順調に渡っていくが、それでは面白くないというVIPの意見により、ゴールまでの照明を消されてしまったため、音で判別しようとビー玉を使用するも、一つしかなかったため判別できず、最後は使えないと判断したサンウにより突き落とされ、死亡する。
キム・ミオク (김미옥/KIM Mi-ok)
演 - パク・ソナ
参加番号107。
ビョンギ (병기/Byeong-gi)
演 - ユ・ソンジュ
参加番号111。眼鏡をかけた中年男性のプレイヤー。ゲームに参加する以前は医者をしており、詳細は不明ながら医療事故を引き起こしたことが運営スタッフによって語られている。ゲーム開始時点から一部の運営スタッフたちと手を組んでおり、彼らが組織に内緒で行う脱落者の臓器売買を手伝う見返りとして、事前にゲーム情報を入手し、その情報をドクスに伝えて仲間になる。
第4ゲーム前の“仕事”の最中に手を組んでいたスタッフと仲違いを起こして一人を刺殺して逃走するも、駆けつけたフロントマンたちに今までの行いが露見。運営側がゲーム進行上で最も重要視している「平等」という原則をゲーム情報の事前入手という形で違反したとして、手を組んでいた運営スタッフ共々その場で射殺される。死体はビョンギが刺殺したスタッフやフロントマンとファン・ジュノによって射殺されたスタッフら4人と共に天井から吊るされ、第4ゲームに移動するプレイヤー達の前で晒される。
オ・ヨンウク (오영욱/OH Yeong-uk)
演 - ホン・ウジン
参加番号118。第1ゲーム開始前にギフンに話し掛けている。第1ゲーム中に動きを感知されて左の太股を撃たれ倒れてしまい、ギフンの足首を掴み助けを求めるが振りほどかれてしまう。直後に再び動きを感知されて二発目を背中に受け、ギフンの背後で死亡する。
ノ・サンフン (노상훈/NO Sang-hun)
演 - ユン・ドンソン
参加番号119。第2ゲーム『カタヌキ』で傘の絵を選んだが失敗し、「△」のスタッフに撃たれそうになった所で、ゲームで使用した針でスタッフの顔を刺し銃を奪う。その後「□」のスタッフを人質に取り「こんなの不公平すぎるだろ、型を交換しろ!」と周囲に向けて叫び、人質に取ったスタッフに仮面を外すよう促すが、スタッフが青年であるのを見て「まだ若いのに。どうしてこうなった」とつぶやき、奪った銃で頭を撃ち自殺する。
チョン・ミンテ (정민태/JEONG Min-tae)
演 - イム・ギホン
参加番号322。 第5ゲーム『飛び石ゲーム』で、ミニョに突き飛ばされた挙げ句ドクスによって転落死する。
パク・ジュウン (박주운/PARK Ju-un)
演 - ユン・スンフン
参加番号369。第2ゲーム『カタヌキ』で傘の絵を選んだが失敗し、射殺される。

#### シーズン1の名称不明プレイヤー
ドクスの手下となる髭男
演 - ユン・ヨンギュン
参加番号40。第2ゲーム開始前にドクスの手下となる3人のうちの1人。髭を生やし長髪を後ろで結んでいる。第4ゲーム『ビー玉遊び』で脱落し、射殺される。
数学教師の男
演 - イ・ドゥソク
参加番号62。口が達者で、第4ゲームでのペア決めの際、まだペアが決まっていなかったギフンに対して自分の有用性を熱心に売り込む。
数学教師だけあって計算も得意であり、第5ゲーム『飛び石ゲーム』において、自分がクリアできる確率が絶望的に低いことを察し、やけになって勢いだけで一気に進んでいくも途中で普通のガラスを踏み割り、脱落する。
夫婦で参加した男
演 - キム・ユンテ
参加番号69。妻である70番と2人でゲームに参加していたが、第4ゲームで妻と対戦。第4ゲームをクリアするが、妻を失ったショックから多数決による棄権を提案するが、誰にも聞き入れてもらえないどころかサンウに激怒される。最終的には第5ゲーム前に縊死し、彼に金を賭けていたVIPに落胆される。
夫婦で参加した女
演 - イ・ジハ
参加番号70。夫である69番と2人でゲームに参加する。第4ゲーム『ビー玉遊び』で夫と対戦し、脱落する。
臆病な男
演 - チョン・ウヒョク
参加番号96。第5ゲーム開始前のゼッケン選びの際にギフンに、一番前で堂々と生きたいから1番を譲って欲しいと懇願し譲ってもらうが、不運にもゲームの性質上番号が早い方が不利であり、あえなく脱落、落下死する。
196番の男
演 - キム・ドンヒョン
参加番号196。第3ゲーム開始前にサンウに声を掛けられ、ギフンのグループに加わる。
告発の女
演 - キム・ヒソ
参加番号198。第2ゲーム終了後の食事の時間にてドクスたちが列に2回並んだ事を運営やプレイヤー達の前で告発する。その後の就寝時間になり消灯後、特別ゲーム(殺し合い)が開始され、ドクスに告発の報復として割れたビンで首を滅多刺しにされ殺害される。
牧師の男
演 - キム・ソヒョン
参加番号244。第3ゲーム開始前にギフンに声を掛けられ、ギフンのグループに加わる。
恐怖のあまりゲーム中に牧師としての信仰心に再び目覚め、祈りを捧げ続ける。
第5ゲーム『飛び石ゲーム』で、途中で座り込んで懺悔し始めたことで他のプレイヤーと揉みあいになり、突き落としてしまうが、直後自身も後ろにいたプレイヤーに突き落とされ、死亡する。
250番の男
演 - パク・ジフン
参加番号250。第1ゲーム開始前に324番の男性から賭けを要求され、100万ウォンを提案する。ゲーム開始後すぐに狙撃され、目の前で倒れた彼に近付いた際に324番が吐血したのを見て怖じ気付き、逃げようとした所を感知されて脱落する。
抗議の男
演 - ミン・タイリツ
参加番号271。第2ゲーム終了後の食事の時間でドクスたち5人が列に2回並んで2人分の食事を取った為、自分の食事が貰えなかった。その事を問い詰めてドクスの食事を奪おうとするが、ドクスに瓶で殴られて反撃され死亡する。
ギフンはこのことをスタッフに報告するも何も罰則はなく、普通に脱落者としてカウントされたため、プレイヤーたちは殺人が禁止されていないことを知り、特別ゲーム（殺し合い）へと繋がる。
276番の男
演 - クリスチャン・ラガヒット
参加番号276。第3ゲーム開始前にアブドゥルに声を掛けられ、ギフンのグループに加わる。
ドクスの手下となる小太りの男
演 - クァク・ジャヒョン
参加番号278。第2ゲーム開始前にドクスの手下となる3人のうちの1人。
ドクスに付き従うが、第4ゲームでドクスの対戦相手となった際、挑発するなど敵意をむき出しにする。最初は優勢だったが最終的には逆転されて脱落し、スタッフから無様に逃げ惑うも機関銃で撃たれる。
ドクスの手下となる男
演 - キム・ドンウォン
参加番号303。第2ゲーム開始前にドクスの手下となる3人のうちの1人。
306番の女
演 - ヤン・ミソン
参加番号306。第1ゲームで250番の男性が目の前で脱落した際に、彼の返り血を浴びて絶叫した所を感知されて脱落する。彼女の悲鳴をきっかけに多くのプレイヤーがパニックになり逃げ出そうとした為、半数近くもの脱落者が出てしまう。
金髪の男
演 - イ・ハンソル
参加番号324。陽気な性格。第1ゲーム開始前に250番の男性に賭けを要求する。ゲーム開始後すぐにトップで躍り出るが、動きを感知されて狙撃され、最初のゲーム脱落者となる。

### シーズン2・3のゲーム参加者
パク・チョンベ (박정배/PARK Jeong-bae)
演 - イ・ソファン、日本語吹替 - 竜門睦月
参加番号390。名前は漢字で「正倍」と書く。ギフンの旧友。シーズン1にも登場し、ギフンに金を貸すのを断っている。3年前にゲームに参加して以降姿を消したギフンのことを心配していた。元海兵隊員で、右腕にタトゥーが入っている。
ゲーム中は終始ギフンと協力し、行動を共にする。基本的には楽観的な性格であり、シーズン2のコメディリリーフとなる。借金取りから「返せなかったら妻と子供がどうにかなってもいいのか」と脅されているせいで、第2ゲーム後の投票では「〇」を押してしまう。その後もギフン・ヨンイル・デホ・ジュニの5人チームとなるが、第3ゲーム『マッチゲーム』のラストで人数が2名に指定された際に、部屋に一人でいた参加者を絞め殺すヨンイルの姿を見て疑問を抱く。第3ゲーム後の反乱ではギフンと共に監視ルームに乗り込もうとするが、弾薬が尽きたことで追い詰められ、ギフンの眼の前でフロントマンに射殺されてしまう。
その後第4ゲームの移動中には、他の反乱者と共に死体を吊るされ晒しものにされている。
イ・ミョンギ (이명기/LEE Myeong-gi)
演 - イム・シワン、日本語吹替 - 河本啓佑
参加番号333。債務額は18億ウォン。このゲームにおける最終ヴィラン。30歳の元仮想通貨系インフルエンサー。自身のYouTubeチャンネル「MGコイン」（myong giの頭文字だと思われる）にて暗号通貨の情報を発信し、詐欺に加担。登録者に合計152億ウォンの損害を与え、詐欺・通信保護法・金融管理法違反の疑いで指名手配され、自身も多額の負債を抱えイカゲームに参加した。また、恋人のジュニに妊娠を告げられた際に一方的に連絡を絶ったことで、ジュニが出産費用や生活費のためにイカゲームに参加するきっかけとなった。
芯の通った性格で、仮想通貨を利用していたサノスとナムギュからは人生を破滅させた男として事あることに目の敵にされるが、ミョンギは「自業自得」と一蹴し、煽るような言動を取るため、しばしば喧嘩を起こす。第3ゲーム「マッチゲーム」では、転倒したヨンミの代わりにヒョンジュ・ジュニ・ヨンシク・クムジャ・デホの部屋に無理矢理入ったことであぶれたヨンミが脱落し、そのことをヒョンジュに責められるも「制限時間ギリギリで、自分が入らなければ全員死んでいた」と反論し、黙らせる。
第3ゲーム後にトイレでミンスに絡んでいたサノスを注意するが逆上されて揉み合いとなり、乱闘が始まる。自身も首を絞められるが、隠し持っていた食事用のフォークでサノスを刺殺する。部屋でのスペシャルゲームでは事前にジュニから警告されたことからベッドの下に隠れ、反乱にも参加していない。
第4ゲーム『かくれんぼ』では青チームに所属するも、赤チームのジュニを説得しベストを交換し赤チームとなる。ナムギュとタッグを組んで青チームのメンバーを殺害しゲームクリアするも、ジュニを探し出して護衛する目的でゲームに残る。ナムギュに「もっと青チームを殺せば自分の賞金の取り分が増える」と唆され、ジュニの目の前で、まさにジュニの出産を助けたばかりのヒョンジュを刺し殺してしまう。この一件でジュニからは完全に決別される。
最終ゲーム『天空イカゲーム』では始めはジョンデたちの陣営についていたものの、途中で裏切りジュニの子供の父親が自分であることを明かしてギフンに加勢する。その後、ついにこれまで隠していた本性を露わにし、ジュニとの子どもを人質に取りギフンに対して「子どもを引き渡して自ら脱落しろ」と脅迫する（その際ギフンに「子供を殺して自分だけ賞金を持って出ていくつもりか」と問われるも、否定はしなかった）。その直後に四角の柱から丸の柱へと飛び移ってきたギフンと激しく格闘、「これ以上近づけば子どもを投げる」「僕は子供を殺すことができる」と泣きじゃくりながら脅迫するが、真意は不明。最期はギフンとの激しい格闘の末にあえなく転落死する。
キム・ジュニ (김준희/KIM Jun-hee)
演 - チョ・ユリ、日本語吹替 - 宮本侑芽
参加番号222。ミョンギの元恋人で、お腹にミョンギとの子を宿している臨月の妊婦。自分の名前の漢字もわからず、家族はいないと語る。妊娠を告げた時にミョンギに連絡を絶たれたことから子供を一人で産んで育てる決意を固めており、彼を拒絶する。一方で元助産師のクムジャからはしばしば気にかけられており、徐々に心を開き母娘のような関係になる。第1ゲーム『だるまさんがころんだ』ではお腹を目立たないように締め付けていたが、クムジャに「妊婦にも赤ん坊にもよくない」と諭されて以降やめている。第3ゲーム『マッチゲーム』では、ヨンミの死で責められるミョンギのことを庇い、終盤はミョンギと協力してゲームをクリアした。
スペシャルゲーム後のギフンたちの反乱では、近くで話を聞くミョンギに反乱に参加しないよう制止する。
第4ゲーム『かくれんぼ』では赤チームに振り分けられるも、ミョンギに説得されベストを交換し青チームに配属。クムジャ・ヒョンジュと共に行動し、赤チームの参加者から逃走する際に階段から転げ落ち、足を捻挫し移動が困難に。ヒョンジュ、クムジャと共に部屋で隠れていた際に破水し、ゲームの最中に無事に女の子を出産する。その直後に目の前でヒョンジュがミョンギに刺し殺されたことで、心を許しかけていたミョンギと完全に決別。
第5ゲーム『大縄跳び』は足を負傷したジュニには到底クリアできるものではなく、ミョンギに手を差し伸べられるも「あんたみたいなクズの助けは借りない、二度と私に関わらないで」と拒絶。助けに戻ろうとしたギフンを制止して赤子を託し、自らスタート地点の広場から飛び降りて自殺する。
ジュニの子供 (아기/baby)
ジュニが第4ゲーム中に出産した赤子。性別は女の子。第5ゲームでジュニが死亡した後、参加番号222のゲーム参加者として扱われることになる。第5ゲーム後の晩餐ではピンクガードからミルクを与えられた他、生まれたての赤子ということで意思決定能力を持たないとして、参加者によるゲーム続行の投票権利者からは外される。最終ゲーム「天空イカゲーム」にて他の参加者が全て死亡したことから優勝者となる。
ゲーム終了後にフロントマンに保護された後、半年後に賞金456億ウォンの入ったジュノ名義の銀行のキャッシュカードと「2024年優勝者 222番」という置手紙と共に、ジュノに託されることとなる。
サノス(타노스/Thanos)
演 - チェ・スンヒョン、日本語吹替 - 増田俊樹
参加番号230。債務額は11億9000万ウォン。本名はチェ・スボン。韓国の若者の間で有名なラッパーであり、ラップバトルのグランドファイナル準優勝の実力者。頭髪を紫に染めている。ミョンギのYouTubeに従って、仮想通貨に有り金全部を注ぎ込んで資産を失ったと主張し、彼に敵意を向ける。首から下げた十字架のネックレスの中に違法薬物を仕込んでおり、服用してハイになった状態でゲームに参加する。
第1ゲーム『だるまさんがころんだ』ではハイになった状態で前にいた参加者を突き飛ばして脱落させる、第3ゲーム『マッチゲーム』では指定された人数に合わせるために今まで組んできた仲間を蹴り飛ばすなど、悪辣な行動が目立つ。カリスマ性があり、「〇」投票者を扇動する中心人物となる。一方で「年下は年上に敬語を使うべき」とナムギュを諭すなど常識的な一面もある。
第3ゲーム後、男子トイレで乱闘が始まった際にミョンギを絞殺しようとするも、ミョンギが隠し持っていたフォークで顎を刺され死亡する。
チョ・ヒョンジュ(조현주/JO Hyeon-ju)
演 - パク・ソンフン、日本語吹替 - 山賀晴代
参加番号120。光明（カンミョン）在住。債務額は3億3000万ウォン。トランスジェンダー女性で、自身の性同一性をカミングアウトをしても受け入れてもらえずに孤独になり、借金がかさんだ過去がある。ゲームの賞金でタイに行き、性別適合手術を受け自分らしい人生を過ごすという目標がある。元特殊戦司令部の軍人というキャリアから、リーダーシップがある心優しい人物で、第2ゲームで一緒のチームになったヨンミを勇気づける。
反乱ではギフンたちを先に行かせ、自身はスタッフと銃撃戦を演じるが弾が尽きる。弾薬を取りに向かったデホを追ってルームにたどり着くが、そこでピンクガードに追い詰められてしまう。その際に反撃しようとするも、クムジャに止められる。
第4ゲーム『かくれんぼ』では青チームに振り分けられる。身重のジュニと老女のクムジャと共に行動し、彼女らに襲い掛かろうとした赤チームの参加者を次々に返り討ちにする。その後出口を見つけることができるが、ジュニとクムジャに場所を教えに行った際にミョンギに背中を刺され、2人の目の前で死亡してしまう。
チャン・クムジャ(장금자/JANG Geum-ja)
演 - カン・エシム、日本語吹替 - 野沢由香里
参加番号149。奉天洞（ポンチョンドン）在住。ヨンシクの高齢の母親で、息子の多額の借金を返済するためにゲームに参加。元助産師であるため、身重のジュニを案じ何かと気にかける。朝鮮戦争を生き延びた経験から肝の据わった性格で、銃を持ったピンクガード相手にも堂々と意見をする他、息子や他の若い参加者を守るために奮闘する。髪をまとめるのに使っているかんざしは嫁入り道具で、仕込み刀となっている。
高齢であるが故に最近の情勢に疎く、第1ゲームの前にヒョンジュを見て「あの人は男? 女?」といささかデリカシーに欠けた質問をしてはヨンシクに叱られている。だが第2ゲームでヒョンジュに救われたことや彼女の過去を聞いたことで、ヒョンジュとも行動を共にするようになり、ヒョンジュがギフンたちと反乱に参加した際には、弾倉の回収などで協力する。
第4ゲーム『かくれんぼ』では赤チームに振り分けられるも、ヨンシクに懇願されベストを交換して青チームへ所属。破水したジュニの出産を主導し、無事に女の子を取り上げる。その後、出口前で出くわしたヨンシクに自分を刺してゲームクリアするように懇願するも、ジュニを刺そうとしたヨンシクを自分のかんざしで刺し、泣き崩れる。
その後のゲーム続行の投票では、「ジュニと赤ん坊を助けてやってくれ」と他の参加者にゲームの中止を懇願するも、聞き入れられることはなく、崩れ落ちる。その日の夜、ギフンにジュニとジュニの子を守ってやってくれと言い残し、翌朝ベッドシーツで首を吊った状態で発見された。
パク・ヨンシク (박용식/PARK Yong-sik)
演 - ヤン・ドングン、日本語吹替 - 北沢力
参加番号7。奉天洞（ポンチョンドン）在住。クムジャの息子。ギャンブルで多額の負債を抱えゲームに参加したが、自分の母親が参加していることを知らなかった。母親の預かり知れぬところで闇カジノの高利貸しから1億ウォンの借金をしており、来月までに返済できなければ臓器を売られる運命にある。絵に描いたようなろくでなし息子ではあるが大変母親思いであり、第3ゲーム『マッチゲーム』で他の参加者により無理矢理クムジャと引き離された時は、彼女がギフンとヨンイルに助けられて無事生き延びていたことに安堵し、子供のように泣きながら謝罪した。また借金関連以外では至って常識的な感性を持っており、トランスジェンダーのヒョンジュに対し度々デリカシーを欠いた言動を取るクムジャを窘める役目にある。
第4ゲーム『かくれんぼ』にて青チームに振り分けられるも、膝の悪いクムジャを心配し「絶対に自分が人を殺して生き延びるから」と説得し、ベストを交換して赤チームに所属。しかし結局誰も殺すことができず、最後の最後にジュニを殺そうとしたがクムジャに背中を刺されて致命傷を負う。その間に制限時間が過ぎてしまい脱落となり、クムジャの目の前でピンクガードにとどめを刺される。
その後、クムジャからは「どんな理不尽な目に遭っても『自分が悪い』と自分を責める子」と称され、過去にクムジャと大喧嘩した後に薬を飲んで自殺未遂をした過去を回想される。
パク・ギョンソク (박경석/PARK Gyeong-seok)
演 - イ・ジヌク、日本語吹替 - 遠藤大智
参加番号246。画家で、ノウルが働く遊園地で客の似顔絵を描く仕事をしている。血液ガンを患う幼い娘・ナヨンの手術代を稼ぐためにゲームに参加。第3ゲーム『マッチゲーム』でヒョンジュとヨンミを助けて以降、彼らと行動を共にする。兵役を経験しており、銃火器を扱うことができる。
ギフンたちの反乱にも参加。スタッフと銃撃戦をするが追い詰められて降伏、「病気の娘が…」と命乞いするも撃たれる。
しかしシーズン3にて生存していることが判明。ピンクガードのノウルにわざと急所を外して撃たれた後に彼女の指示で死んだふりをした後、臓器摘出のためオペ室に運ばれるものの、手術の直前でノウルに助けられる。その後傷口を縫合されノウルの血を輸血された後にピンクガードに扮し、ボートにて島を脱出。ボートに取り付けられたGPSを元に追いかけてきたピンクガードと交戦し追いつめられるも、ジュノの応援の元無事に海洋警察に保護されたため、ジュニの子を除きゲーム参加者の中で唯一の生存者となる。
ゲーム終了から6ヶ月後には職場の遊園地に復帰し、病状の回復したナヨンと共に穏やかに暮らしている。
カン・デホ (강대호/KANG Dae-ho)
演 - カン・ハヌル、日本語吹替 - 杉村憲司
参加番号388。デホは漢字で「大虎」と書く。元海兵隊員の青年で、チョンベと同じく腕にタトゥーが入っている。海兵隊出身であるチョンベと、その友人であるギフンに忠誠を誓う。お調子者で明るい性格のため、チョンベとの絡みは度々シーズン2のコメディリリーフとなる。姉が4人おり、幼少期から女児向けの遊びに付き合わされてきたため、第2ゲームのコンギ遊びを一発で成功させる。また、そういった環境で育ったからか「男らしくあるように」という父親の意思で海兵隊に入隊したと語る。
ギフン達の反乱に参加するが、海兵隊出身であるわりには武器の扱いに慣れない様子を見せる。宿舎への弾倉補給の際には自ら志願し、あるだけの弾倉を回収して戻ろうとする。しかし、扉を超えた瞬間に怖気付いてしまい届けることができず、結果として反乱失敗の一因となってしまった。
第4ゲーム『かくれんぼ』では青チームに所属。ここで、実は海兵隊に入っていたなどというのは嘘であることが判明する。実際は社会服務要員であり、銃すらまともに扱ったこともなく、ギフンたちの仲間になりたいと理由で嘘をつき、海兵隊のタトゥーも偽物だった。反乱失敗を責めたギフンに命乞いをして躊躇した隙に反撃するも、最期は首を締められ死亡する。
パク・ミンス (박민수/PARK Min-su)
演 - イ・デヴィッド、日本語吹替 - 梶田大嗣
参加番号125。1997年生まれ。内気で気弱な少年。住宅詐欺に遭いゲームに参加した。第2ゲームからセミと共に行動する（セミ曰く「君は私を裏切らなさそうだから」）。言い返すことができない性格で、サノスとナムギュのチームに入り子分のように扱われ、彼らの言いなりになりゲーム後の投票で「〇」に入れさせられる。第3ゲーム:マッチゲームにて「一緒に行こう」と手を差し伸べるセミを選ぶことができずサノスとナムギュに付いていくが、そのことが後々彼の心を苛むこととなる。その後の投票で彼らに逆らい「×」に投票して再びセミ側につくも、裏切りについてサノスとナムギュに男子トイレの個室で脅されているところをミョンギに助けられたことが、〇投票者と×投票者による乱闘が始まる引き金となった。
第3ゲーム後のスペシャルゲーム時、セミを襲うナムギュの頭上に配給のコーラ瓶を落とそうとするも外してしまい、セミがナムギュに無惨に殺されるのを助けることができなかった。
第4ゲーム『かくれんぼ』では赤チームに所属。ナムギュが持っていたサノスの十字架の薬入りネックレスを入手し、服用してゲームに臨む。薬の作用で意識が混濁し、青チームのソンニョに「セミを見なかったか」と話しかけるも罵られ、ソンニョを刺殺。その後の投票で「×」に転向したナムギュに反するように「〇」に投票する。
第5ゲーム『大縄跳び』では所持していたサノスの十字架のネックレスを橋の上に放り投げ、ナムギュをけしかけた。しかしそこで薬が切れてしまい禁断症状に苛まれ、既に死んだサノス・ナムギュ・セミの幻覚を見始める。その後のゲーム続行の投票で「×」を選択したことで、他の参加者から粛清対象としてマークされてしまう。
最終ゲーム『天空イカゲーム』にてジョンデたちに追い込まれる中、目の前に現れた幻影のセミに謝罪し手を取り合う幻覚を見ながら、ミョンギの突き出したポールに突き落とされ転落死する。
ナムギュ (남규/Nam-gyu)
演 - ノ・ジェウォン、日本語吹替 - 鈴木崚汰
参加番号124。1997年生まれ。クラブのスタッフとして働いている。サノスと同じくミョンギの配信を元に仮想通貨に資産を注ぎ込んだ経緯がある。サノスと親しくなり、彼の子分の立ち位置に収まるが、彼には「ナムス」「ナムニ」などと名前を覚えられていない。腕に薬物乱用の痕があり、ゲームで恐怖を感じた時にサノスの持つ違法薬物をもらって服用している。サノスやヨンイルのような強者相手には従順になる一方で、自分より弱い人間と女性を露骨に見下しており、自身に反抗的なセミとは犬猿の仲になる。
第3ゲーム後の男子トイレでの乱闘を生き延び、死んだサノスの薬物入りネックレスを手に入れる。スペシャルゲーム時には、今まで見下されていたサノスに対する恨み言を呟きながら錠剤を摂取してハイになり、セミをフォークでめった刺しにして殺害する。
第4ゲーム『かくれんぼ』では赤チームに所属。ミョンギとタッグを組み、サノスの薬でハイになった状態で「沢山青チームを殺せば自分の取り分が増える」とミョンギにまくしたてる。しかしその際にサノスのネックレスを紛失し、それ以降禁断症状に苛まれることになる。この時の投票時に初めて「×」を押す。
第5ゲーム『大縄跳び』にてミンスが投げたネックレスを追って縄跳びゲームに飛び込み、手に入れるが中身はすでにミンスに抜かれていたため動揺してしまい、その隙に縄に引っかかり転落死する。
セミ (세미/Se-mi)
演 - ウォン・ジアン、日本語吹替 - 金田愛
参加番号380。芯の通ったクールな女性。ガラの悪いサノスとナムギュをあしらい、絡まれるミンスを庇う。1998年生まれだが、ナムギュに舐められないよう年齢を2つ上にサバを読んでいる。第2ゲーム以降サノスのチームに属していたが、ミンスを子分のように扱うサノスとナムギュに明確な敵意を見せており、第3ゲーム後に決別。また、第3ゲーム『マッチゲーム』にてミンスに「一緒に行こう」と手を差し伸べられるも拒絶されたことが、後にミンスに罪悪感を植え付けることとなる。
3回目の投票後のスペシャルゲームの際にナムギュに襲われ、頭上からミンスがビンを落としたことによりナムギュの気が逸れた隙に反撃するも、フォークで滅多刺しにされ殺害される。その後は、サノスの薬物を服用したミンスの幻覚として現れる。
ソンニョ(선녀/Seon-nyeo)
演 - チェ・グッキ、日本語吹替 - 浅野まゆみ
参加番号44。祈祷師の女性。自身を「竜宮に仕える」と自称している。威圧的な態度と口調で、参加者に対し予言めいたことを言う。超然的に振舞っているが、実際は死の恐怖に怯える普通の人間で、第2ゲーム『5人6脚 近代五種』では制限時間が迫る中、錯乱しかけるも、同チームのヒョンジュにビンタを食らい叱咤され、気を取りなおしてゲームをクリアする。
第3ゲーム『マッチゲーム』で四人の際に置いてけぼりにされてからヒョンジュたちを敵視し、その後は他の参加者を信者として従えるようになる。
第4ゲーム『かくれんぼ』では青チームに所属。出口の扉に辿り着くも、先に扉を抜けたジョンデに裏切られゴールできず恨み言をまくし立てている時、薬物を摂取し錯乱したミンスに見つかる。幻覚を見てセミを探すミンスを侮辱するも、ナムギュの幻影を見ていた彼にナイフで刺されて死亡。
キム・ヨンミ(김영미/KIM Yeong-mi)
演 - キム・シウン
参加番号95。新林洞（シンリムドン）在住。大人しく若い女性。2回目のゲームでチームを組んで以来ヒョンジュに懐き、姉妹のように仲良くなる。肉体は男性だが心が女性であるヒョンジュのことを「オンニ」（韓国語で「お姉さん」の意）と呼んで慕う。ゲームに参加した理由は不明だが、2回目の投票時には「家に帰りたい」と泣くなど、デスゲームに恐怖し外に出たがっていた。その際、中年の参加者に「君は若いからゲームを離脱してもまだどうにかなるが、自分たちは違う」と言い放たれている。第3ゲーム『マッチゲーム』にてヒョンジュ達と共に部屋に入ろうとするも、他の参加者と接触して転倒した隙にミョンギに割り込まれ、部屋に入ることができず脱落する。
ギョンス(강성욱/Gyeong-su)
演 - カン・ソンウク
参加番号256。1998年生まれ。第2ゲームよりナムギュ・ミンス・セミと共にサノスの陣営に付くも、第3ゲーム『マッチゲーム』で人数が4名に設定された際に「You out」の言葉と共にサノスに蹴り出され、脱落する。
イム・ジョンデ (임정대 IM Jeong-dae)
演 - ソン・ヨンチャン
参加番号100。壮年の男性。最初のゲームの前に100億ウォンの債務があることを明かされ、周りの参加者を驚愕させた。横柄な態度を取り、自分の賞金の取り分を増やすためなら他者の犠牲も厭わない傲慢な性格。
第4ゲーム『かくれんぼ』では青チームに所属。赤チームのミョンギとナムギュと鉢合いそうになるものの、咄嗟に他の参加者の血を顔面に塗りたくって死んだふりをしてやり過ごす。その後、ソンニョの先導の元出口まで辿り着くも、彼女を裏切って出口の鍵を奪い一足先にゴールする。
第5ゲームが終わった後はギフン、ジュニの子供、ミンス以外の参加者と結託。最終ゲーム『天空イカゲーム』では、民主的な判断という名分のもと話し合いにてゲームを主導し、３つのステージで１人ずつ落とす作戦を提案（ただし、その計算では100億ウォンは返しきれないのでどこかで多くの人数を落とす戦略と思われる）も、ミョンギがギフン側に付いたことで自分以外の参加者同士で殺し合いに発展。味方が全員死んだ後、ギフンとミョンギに取り入ろうとするも、ミョンギに突き落とされて転落死する。
カン・ミナ (강미나 KANG Mi-na)
演 - ソン・ジウ
参加番号196。債務額は4500万ウォン。ロングヘアの若い美女。支給されたジャージの色の変更をピンクガードに要求するなど危機感のない言動をする。
第1ゲームの前にサノスに一目惚れされ、「セニョリータ」と呼ばれ粉をかけられる。第1ゲーム「だるまさんがころんだ」にて、自身の首に止まった蜂に驚いたことで動いてしまい射殺される。シーズン2での最初の脱落者。

### その他
ソン・ガヨン (성가영/SEONG Ga-yeong)
演 - チョ・アイン、日本語吹替 - 立花日菜
ギフンの娘。両親の離婚後は親権を持った母親に引き取られる。
シーズン3ではアメリカで生活する中、自宅を訪れたフロントマンからギフンの遺品として456番のジャージとキャッシュカードを受け取る。
ギフンの母親
演 - キム・ヨンオク、日本語吹替 - 大西多摩恵
ギフンと二人で暮らす老齢の母親。露天商をしており、ろくに働かない息子を養うために働き詰めの生活を送っている。いつか自分の店を持って商売するのが夢だったらしい。
普段は気丈に振る舞っているが、実は以前より密かに糖尿病を患っており、既に足の切断を検討するほどに悪化している。そのため、借金と娘のことも含め、ギフンがゲーム出場を決める要因となる。
ゲームの期間中に病死したらしく、最終話にてギフンが自宅アパートに戻って来たときには、床に倒れて息絶えていた。
サンウの母親
演 - パク・ヘジン、日本語吹替 - 土井美加
市場で“サンウの鮮魚店”という魚屋を営んでいるサンウの母親。ソウル大卒の優秀な息子のことを心から誇りに思っており、多忙で中々家に帰ってこないことを寂しく思いながらも一途に応援している。
サンウはアメリカに出張中であると信じており、サンウが裏で多額の借金を抱えていること、さらにはその抵当に自分の店が入れられていること、そして多くの犯罪に関与した疑いで警察に追われていることについては一切知らない。そのため、魚屋に警察が捜査に入ったときは驚きを見せる。
シーズン1最終話では、戻って来たギフンに対して、姿を見かけないギフンの母と、連絡が取れなくないサンウのことを心配する様子を見せる。その1年後（2021年）、サンウにより魚屋が担保に入れられていた事が判明し廃業、路上でたい焼き屋台を営んでいた。ギフンの頼みでセビョクの弟チョルを引き取ると同時に、サンウに借りた金だとしてギフンから旅行カバン一杯の現金を受け取る。
シーズン2（2024年）では受け取った金を使ったのか店を再建できており、チョルと仲良く暮らしている様子である。チョルからは「おばあちゃん」と呼ばれている。
カン・チョル (강철/KANG-Cheol)
演 - パク・シワン、日本語吹替 - 田中あいみ
養護施設で暮らすセビョクの弟。ギフンのゲームクリアから1年後、ギフンの頼みでサンウの母に引き取られる。シーズン2でも良好な関係を築いている模様。
シーズン3では北朝鮮に残った母親と再開する。
カン・ウンジ (강은지/KANG Eun-ji)
演 - カン・マルグム
ギフンの元妻。ガヨンを引き取って再婚し、再婚相手の出張のためにアメリカへ転居する。
チェ・ウソク(최우석/Choi Woo-seok)
演 - チョン・ソクホ、日本語吹き替え - 飯島肇
闇金業者「陽光キャピタル」の理事。通称.チェ理事。キム代表とは兄弟のような絆を持っていて、ウソクの仲人までしてもらった様子。セールスマンに捕まってゲームをさせられるが、キム代表が勝ちを譲ったことや、セールスマンが死んでいるのを見て泣き怒る。そこからギフンの仲間になり、ギフンと一緒にクラブに侵入するが、あえなく三角兵士にスタンガンで気絶させられる。その後はパク船長の船に乗って島探索の手伝いをするが、偶然船長がドローン操縦者をドライバーで殺害した直後に居合わせ、そのことをシーズン3にてジュノに告発するが、信じてもらえなかった。しかし近所でパク船長やコ船長のことを知る人がいないことや、本名がパク・ヨンギルであることを突き止めたり、船長の家の庭や店に金やピンクガードのマスクを証拠品として発見するが、犬に噛みつかれ犬を射殺する。それが原因で警察に連行される。その後警察から携帯を奪い必死にパク船長はマスクどものグルだと伝えるが、あえなく取り囲まれる。
パク・ヨンギル(박영길/Park Young-gil)
1シーズンでファン・イノ（フロントマン）に銃で撃たれて海に転落したファン・ジュノを助けた漁船の船長。通称.パク船長。イカゲームの元運営管理者。島の存在を隠すためにジュノを助け出して、ジュノの公休日にイカゲームが開催されている島の捜索に協力していた。その後、ギフンの依頼で雇った元特殊部隊とチェ・ウソクも合流して本格的に島の捜索に協力した。細工を指摘したドローン操縦士を殺害、島に違い海を警備が厳しいとの理由で意図的に島の捜索を外して妨害した。離脱したチェ・ウソクが船長の家に侵入して家からイカゲームの衣装とセールスマン・ファン・イノ（フロントマン）の釣り写真が発見した事でイカゲーム運営との関係が発覚された。島の発覚リスクを恐れるため、フロントマンの指示で捜索隊を殺害するが、最後に残ったキムを殺害するところをジュノが背後から水中銃であえなく殺される。
VIPたち
イカゲーム大会を出資する。匿名の覆面集団。
パク・マンチョル(박만철/Park Man-cheol)
脱北者支援センター"南男北女"の経営者。
シーズン１から3まで続けて登場。
シーズン１ではセビョクにコーヒーをぶっかけられた上にナイフで脅される。
シーズン2ではギフンとセビョクのことについて会話。その後ノウルに金を持ってこられ、娘を探してほしいと言われるが、断られる。
シーズン3では、ノウルに中国でノウルの娘に似た人物が見つかったと報告した後、セビョクの弟（チョル）とサンウの母と共にチョルたちの母と再会する。
その他の声の出演
志賀麻登佳、久野美咲、弘松芹香、丹羽正人、小野寺悠貴、菊地達弘、小林愛、岡本幸輔、松川裕輝、佐藤美一、武隈史子、樋山雄作、佐野愛、露崎亘、峰晃弘、濱口綾乃、大橋勇人、菊池康弘、左座翔丸、本間沙智子、近藤浩徳、宮崎遊、定岡小百合、山岸治雄、虎島貴明、松村夏紀、高瀬右光、田村千恵、米田えん、山本満太、裕樹、岩城泰司、下野紘、日笠陽子、浪川大輔、長縄まりあ、手越祐也

## エピソードリスト

### シーズン1（2021年）
| 話数 | タイトル               | 初回放送日    | 監督               | 脚本               |
| --- | ---------------------- | ------------- | ------------------ | ------------------ |
| 1 | だるまさんがころんだ日 | 2021年9月17日 | ファン・ドンヒョク | ファン・ドンヒョク |
| ソン・ギフンは老齢の母親と同居し、その母親の金でギャンブルに明け暮れ、高利貸しから追われる自堕落な生活を送っていた。ギャンブルで儲けた金をスリに奪われ、落胆していたギフンは地下鉄で整った身なりをした男からお互いの10万ウォンを賭けてめんこをしないかと誘われ、勝負をする。金の無いギフンは、男に「金が無いなら体で払ってもらう」と言われ、ビンタされる。何度もビンタされ、やっとの思いで勝利したギフンは、男からとあるゲームに招待される。 ゲームにはギフンを含めた456人が集まり、ギフンはそこで幼馴染でソウル大学首席のチョ・サンウ、脳腫瘍を患う老人、ギフンのお金を盗んだ脱北者の少女らと出会う。455人のプレイヤーたちは、そこでピンクのジャンプスーツと図形が描かれた黒いマスクを着用したスタッフに、6日間で6つのゲームに勝利すれば、大金を獲得できると説明される。 最初のゲーム「だるまさんがころんだ」が始まり、最初の脱落者が射殺されると、ゲーム会場はパニックに陥る。多くのプレイヤーが逃走するが、動いたプレイヤーは全員射殺される。ゲーム参加を選択したプレイヤーたちも次々と動きを感知され射殺されてしまう。制限時間が残り僅かのところで、ギフンが死体で足を滑らせ脱落しそうになるが、外国人のプレイヤー、アリ・アブドゥル（199番）に助けられ、ギフンは何とかゲームをクリアし死を免れる。 |                        |               |                    |                    |
| 2 | 地獄                   | 9月17日       | ファン・ドンヒョク | ファン・ドンヒョク |
| 456人中255人が脱落し、第1ゲームをクリアしたのは201人となった。ゲーム終了後、多くのプレイヤーがゲームの中止を求める。スタッフは「あくまでも我々はチャンスを与えるだけ。皆さんはあくまでも自発的に参加なさったのでしょう」と反論するが、サンウが提案した同意書の第3条項「過半数の同意で中断可能」を利用した投票が行われ、多数決で過半数が中止を選んだことで、プレイヤー達は全員帰宅することに成功するが、その際に「また参加したいという人が連絡すれば、いつでもゲームは再開される」と説明を受ける。 プレイヤー達は解放されて自宅に戻るが、やがて手術が必要な母を持つギフン、横領などの容疑で警察から追われているチョ・サンウ、北朝鮮にいる母と、一緒に脱北した弟を助けたいカン・セビョク、外国人出稼ぎ労働者で給料の未払いに苦しむアリ・アブドゥル、ギャング組織のお金に手を出し、逃亡中のギャングリーダー、チャン・ドクス、脳腫瘍を患う老人のオ・イルナムなど、多くのプレイヤーがそれぞれの事情からゲームの再参加を決意する。 一方、行方不明になった兄を探しているファン・ジュノ刑事は、警察署に駆け込んだものの相手にされなかったギフンが持っていた名刺を見つけ、その名刺が兄の部屋にあった物と同じであることに気づく。ジュノはギフンの後を追い、ゲームに潜入する。 |                        |               |                    |                    |
| 3 | 傘をさした男           | 9月17日       | ファン・ドンヒョク | ファン・ドンヒョク |
| ファン・ジュノ刑事は運営スタッフを襲い、スタッフの衣装を盗み成りすましてゲームの潜入に成功する。ゲームに再参加したのは201人中187人。ギフンたちは、チョ・サンウに次のゲームに向けグループを組むことを提案し、サンウ、オ・イルナム、アリ・アブドゥルと、グループを組む。カン・セビョクはトイレの天井にある鉄格子を開けスタッフを偵察し、そこで砂糖を溶かしているのを発見する。サンウはセビョクから砂糖のことを聞き出し、ゲーム会場で丸、三角、星、傘の図形を見たことで、第2ゲームが「タルゴナ（型抜き）」であると予想するが、同じグループのギフンたちには教えず、ギフンに4つに分かれたほうがいいと提案し、サンウは三角、アリは丸、ギフンは傘、イルナムは星をそれぞれ選ぶ。 第2ゲームはサンウの推測通り「タルゴナ（型抜き）」だった。ハン・ミニョ、チャン・ドクスは星、セビョクは三角を選んだ。図形の部分が欠けたり、割れたりした場合は脱落となり、運営スタッフにその場で射殺される。最も難しい傘の型を選んでしまったギフンは苦戦するが、カルメ焼きの裏側を舐めて溶かせることに気付き、ゲームをクリアする。 一方でゲームをクリアできなかったプレイヤーの一人、ノ・サンフンが、スタッフの銃を奪い仮面を取れと脅すが、そのスタッフが青年であることにショックを受け、銃で自殺。仮面を外したスタッフも、自身の正体をバラした為にフロントマンに射殺される。 |                        |               |                    |                    |
| 4 | チーム分け             | 9月17日       | ファン・ドンヒョク | ファン・ドンヒョク |
| 187人中79人が脱落し、第2ゲームをクリアしたのは108人となった。食事の時間で食事をめぐり、チャン・ドクスが男性プレイヤー（271番）を殺害したことで残り107人となる。 ファン・ジュノ刑事は射殺された上官「□」の仮面を被り、「□」のスタッフとして運営内部を探索する。 眼鏡をかけた男性プレイヤー、ビョンギ（111番）は一部のスタッフたちと手を組み、脱落者の臓器売買を手伝う見返りとして、ゲームの内容を事前に入手していた。ビョンギはスタッフから、少ない食事をめぐってプレイヤー間で乱闘が起こると告げられ、一番強い奴につけば生き残れるとアドバイスされる。ビョンギはドクスに次のゲームを知っていると告白し、ドクスのグループに取り入る。 ドクスの襲撃により“特別ゲーム”が始まり、次々とプレイヤーが乱闘により殺害される。ギフンたちは、この乱闘がきっかけでセビョクを仲間に取り入れる。27人が死亡し、残り80人となる。 第3ゲームは『綱引き』だった。10人一組でチームを組み、台の上で縄を引っ張り合い、負けたチームは高所から落下して死亡する。綱引きは力の勝負であるため、女性と年寄りがいるギフンのチームは窮地に立たされる。 |                        |               |                    |                    |
| 5 | 平等な世の中           | 9月17日       | ファン・ドンヒョク | ファン・ドンヒョク |
| イルナムの作戦とサンウの機転により、ギフンのチームは勝利を収める。第3ゲームの『綱引き』で半数の40人が犠牲となり、プレイヤー数は残り40人となる。消灯時間までにギフンたちはバリケードを作りドクスの襲撃に備えるが、ドクスたちが襲撃してくることは無かった。 ビョンギはスタッフと内通していたが、スタッフにゲームの情報が分からないと言われると激高し、襲い掛かる。その結果、騒動となったことでスタッフとフロントマンに見つかり関係者は全員射殺される。 ファン・ジュノ刑事はスタッフ28番を追い詰め、フロントマンの部屋にプレイヤーの名簿があることを聞き出す。スタッフ28番が兄を捜すために協力すると懇願するが、ジュノは聞き入れずに容赦なくスタッフ28番を射殺し、フロントマンの部屋へ向かった。 一方、スタッフの点呼により28番と29番のスタッフが行方不明であることが発覚し、ジュノはフロントマンから追われることになる。ジュノはイカゲームの優勝者リストから、兄ファン・イノが2015年に優勝していたと知る。 |                        |               |                    |                    |
| 6 | カンブ                 | 9月17日       | ファン・ドンヒョク | ファン・ドンヒョク |
| ビョンギが処刑されたことで、残り39人となった。第4ゲームは二人一組で行われるとして、他のプレイヤーとペアになるように言われる。サンウはアリ、ドクスはギャングと、セビョクはジヨン、ギフンは迷った末にイルナムとペアを組む。プレイヤー数が奇数である為、ミニョは一人だけ余ってしまい、スタッフに連行される。 第4ゲームは『ビー玉遊び』だった。イルナムとギフンは力を使うゲームじゃなくて良かったと安堵し、二人はカンブとなる。カンブとは、同盟を結ぶパートナーという意味の隠語である。だが、ペアを組んだパートナーからビー玉を全部奪った側が勝ちと判明すると、プレイヤーたちは動揺する。ビー玉のやり取りは暴力以外なら何でもありで、ゲームをする際はプレイヤー間の合意のもとに行わなければならない。勝利条件を達成できなかったペアは2人とも脱落する。ギフンはイルナムが突然の認知障害により、勝負を拒みようになったことで困惑し、勝負に応じてくれるように懇願する。サンウはアリにビー玉の賭けで何度も負けると、激高しアリを罵倒する。サンウはアリに二人とも助かる方法があると懇願し、ビー玉を自分に預け、プレイヤーの年齢を確認するように言い、アリが場を離れた隙にゲームをクリアする。ドクスは、パートナーを組んだギャングに挑発されるが、何とかゲームに勝利し、クリアする。 セビョクとジヨンは一回で勝負を決めることにして、それまでは話をして時間を潰すことにした。彼女達はお互いの壮絶な半生を語ったあと、ジヨンはわざと勝負に負けることでセビョクに勝利を譲った。詰め寄るセビョクに対し、ジヨンは「ここを出る理由が私にはない。理由のある人が出るべき」と言い、脱落した。 ギフンは、何度か勝負をする中でイルナムに負けたにもかかわらず、自分が勝ったと嘘をつき、ビー玉を手に入れる。制限時間がわずかとなったところで、イルナムはギフンの嘘を指摘する。後悔の念に駆られるギフンに、イルナムは最後のビー玉1つを渡し「私たちはカンブだ」と言い、ギフンと抱き合ったあと脱落した。 |                        |               |                    |                    |
| 7 | VIPたち                | 9月17日       | ファン・ドンヒョク | ファン・ドンヒョク |
| 第4ゲームの『ビー玉遊び』に参加したのは38人。21人が脱落し、プレイヤー数は16人、仲間外れにされ一人余ったミニョを合わせて、残り17人となる。ミニョは運営の意向により脱落にはならず、待機部屋に戻されていた。第4ゲームで、妻を亡くしたプレイヤー69番が首を吊って自殺したことで、プレイヤー数は残り16人となる。ジュノはスタッフを人質に取り、VIPのホストに扮し、運営内部をさらに探索する。 第5ゲームの前にギフンたちは、1から16までの数字が書かれたゼッケンの中からどれか選ぶように言われる。1と16が最後に残り、ギフンはプレイヤー96番に1番を譲ってほしいと頼まれたことで、ギフンの番号は16番となる。 第5ゲームは『飛び石ゲーム』だった。四角いガラス板が1マス飛ばしに配置された橋を渡り、制限時間内に向こう側にあるゴールを目指す。普通のガラスか強化ガラスかの2択を選択しながら進み、普通のガラスを選ぶと割れて落下し脱落となる。1から16までの数字は挑戦する順番であった。VIPたちが観戦する中でゲームは進行し、前のほうの番号を選んだプレイヤーたちは次々と脱落していく。一番先頭となったドクスは立ち止まり、他のプレイヤーを道連れにしようとするが、ミニョに道連れにされ落下死する。ガラス工場に勤務していた為、ガラスを見分けることの出来るプレイヤー13番、ト・ジョンスの活躍で順調に進むギフン達だったが、ゲームを見ていたVIPの意向で照明を落とされ、暗くなったことで進めなくなり、制限時間が残り僅かとなる。サンウはジョンスを突き落として進み、セビョクとギフンも後に続き、ゲームをクリアする。 ジュノは潜水具で海底洞窟を渡り島外に脱出するが、フロントマンに見つかり追跡される。 |                        |               |                    |                    |
| 8 | フロントマン           | 9月17日       | ファン・ドンヒョク | ファン・ドンヒョク |
| 第5ゲームの『飛び石ゲーム』に参加したのは16人。13人が脱落し、プレイヤー数はギフン、サンウ、セビョクの3人となる。ギフンはジョンスを突き落とした殺害したサンウを批判するが、サンウもまたギフンに敵意を持って反論し、2人の間に深い溝が出来てしまう。最後のゲームまで残った3人は、スタッフから正装へ着替えるように言われ、そこで豪勢な食事ともてなしを受ける。セビョクは第5ゲームの最後に、残りのガラスを爆発させた時の衝撃でガラス片による刺し傷を受けていた。食事の後、3人にステーキナイフが渡される。 一方ジュノは別の島へ渡るが、フロントマンとスタッフに崖に追い込まれる。フロントマンはマスクを外し、素顔を見せる。ジュノはフロントマンが兄ファン・イノであることにショックを受ける。イノは投降を促すがジュノが応じなかった為、イノはジュノの肩を撃ち、崖から海へ転落させる。 ギフンはサンウを倒す為、セビョクと手を組むことを提案する。セビョクは「生き残ったほうがお互いの家族の面倒を見る」ことを約束して欲しいと頼む。セビョクの怪我が悪化した為にギフンはスタッフに助けを求めるが、その隙にサンウはセビョクをナイフで殺害する。怒ったギフンはサンウに襲いかかるが、スタッフに阻まれる。 これで残りはギフンとサンウの2人のみとなる。 |                        |               |                    |                    |
| 9 | 運のいい日             | 9月17日       | ファン・ドンヒョク | ファン・ドンヒョク |
| 遂に最後のゲーム『イカゲーム』が始まった。ギフンが「攻撃」を選択した為、サンウは「守備」となった。攻撃側は絵の内側に入り、イカの頭（フィールドの先端にある円形の部分）を踏めば勝利。守備側は内側に入ってきた攻撃側を外に押し出せば勝利となる。どちらか一方が続行不能な状態になった場合、残った側が勝利となる。続行不能な状態とは、プレイヤーが死亡した状態のことを指す。攻撃側はまず片脚立ちで進まなければいけないが、攻撃側がイカの首を跨ぐと両足を使うことができる。それ以外に制限は無く、暴力も許される。 ギフンがイカの首を跨ぐと、大雨が降ってきた。ナイフを持つ2人は死闘を演じ、ギフンは手と腹を刺されながらもサンウを倒し勝利するが、親友を殺しきれないギフンは同意書第3項「過半数の同意で中断可能」を使い、サンウにゲームを中止して家に帰ろうと促す。だがサンウはそれを拒んで自分の首を刺し、ギフンに母親のことを託して息を引き取り、ギフンにゲームをクリアさせる。最後の一人となったギフンは解放され、銀行口座には456億ウォンが振り込まれていた。ギフンは自宅で母親が亡くなっていることも知り、悲しみに暮れる。 1年後、ギフンは賞金に一切手を付けることなく、浮浪者のような朦朧とした日々を過ごしていた。そんなギフンのもとに運営から招待状が届き、そこには脱落したはずのオ・イルナムがいた。イルナムはギフンに、街角で倒れている男が深夜12時までに助かるかどうか賭けをしようと話す。ギフンはイルナムが全ての元凶だったことを悟り、感情的になり「お前は誰だ」と問い詰める。イルナムは、自分のような退屈な大金持ちを楽しませるためにゲームを作ったと明かす。 12時になる前に街角で倒れている男は救助されたが、イルナムは12時ちょうどに息を引き取る。イルナムの言葉で前向きに生きることを決意したギフンはセビョクの弟と賞金の一部をサンウの母に預け、ロサンゼルスにいる娘に会うために空港へ向かう。ギフンはその途中で、1年前に出会ったスーツ姿の男がメンコ勝負をしているのを目撃する。イカゲームがまだ続いていることを知ったギフンは電話をかけ、来た道を引き返すところで終わる。 |                        |               |                    |                    |

### シーズン2（2024年）
| 話数 | タイトル             | 初回放送日     | 監督               | 脚本               |
| --- | -------------------- | -------------- | ------------------ | ------------------ |
| 1 | パンと宝くじ         | 2024年12月26日 | ファン・ドンヒョク | ファン・ドンヒョク |
| 2021年（ゲームクリアから1年後）、訪米のため向かった空港でめんこ男を目撃したギフンは、フロントマン（ファン・イノ）に電話をかけてゲームを暴くことを決意する。来た道を引き返す中、ギフンはフロントマンの「そのまま飛行機に乗れ」の言葉から耳の後ろに監視用のチップが埋め込まれていることに気づき、カッターナイフで切って摘出する。 それから3年後の2024年。ゲーム中にフロントマンに撃たれて海に転落したファン・ジュノ刑事は、付近を通りかかった漁船に救出され、一命を取り留めていた。ジュノは警察に自身の話を信じてもらえず証拠もないことから、交通課に異動しつつ休日は船長の協力を得て島の捜索に当たっていた。 一方のギフンは、かつての自分の借金取りたちに借金を返済したうえで、彼の仲間たちをゲームの賞金で雇い、めんこ男（＝スカウトマン）の捜索を行わせていた。何年かけて捜索しても一向にめんこ男は現れないことから、ついに自分は「五億ウォン出す」との契約で借金取りたちを総動員し、地下鉄を虱潰しに探しだすことにした。夏中の捜索の末、借金取り代表のキムと部下のウソクがめんこ男を発見。駅を出ためんこ男は路地裏へと歩いていき、2人は取り押さえようと襲いかかるも逆に捕らえられる。 2人を縛り上げ何処かに監禁しためんこ男は、2人に対し「じゃんけんぽんよ、どっち引くの」のゲームを強要した。負ければ、めんこ男によってロシアンルーレットをさせられる。なかなか弾が出ないことに退屈しためんこ男はリボルバー銃に5発の弾を込めてゲームを続行し、ついにキムが頭を撃ち抜かれて死んでしまう。残されたウソクはめんこ男に勝者とされる。 2人の後を追っていたギフンは、警察に捕まりながらも車を急がせるが、2人もめんこ男も見つからず、止むを得ず家に引き返す。するとそこに、めんこ男がいた。ゲームの指導者に会わせろというギフンに対し、男はかつて自分がゲームの脱落者の処刑や火葬を手伝っていたこと、自分の父親を射殺したことを話し、フロントマンに会わせる条件としてロシアンルーレットを提案する。交代で弾が出るまで引き金を引くのだ。4発目まで弾は出ず、5発目を撃つギフンに対し男は「俺のポケットに手がかりが入っている」「その銃で俺を撃つなら勝てる。その時覚えておけ、お前はどこにでもいるゴミクズだと」と言い放つ。だが5発目も不発で、負けが確定した男にギフンは意趣返しをする。「その銃で俺を撃つなら勝てる。その時覚えておけ、あんたは組織に尻尾を振りひたすら従う犬だと」。それを聞いためんこ男は狂気の笑みを浮かべながら自らの顎に銃口を当てて引き金を引き、死亡する。 |                      |                |                    |                    |
| 2 | ハロウィンパーティー | 12月26日       | ファン・ドンヒョク | ファン・ドンヒョク |
| めんこ男とのロシアンルーレットを制したギフンだったが、そこにファン・ジュノ刑事が現れる。実は前回交通整理中にギフンを捕らえた警察官はジュノの部下で、その名前に見覚えがあったジュノはかつてギフンとゲームで会っていたことを思い出し、独自の調査の末にギフンの居場所を突き止めていたのだった。めんこ男の死体の前に立つギフンを見たジュノはギフンを殺人容疑で逮捕しようとするが、隣室に監禁されてジュノに解放されていたウソクが駆けつけ、逆にジュノを捕らえる。ギフンはジュノを拘束して自分が3年間やってきたことを語り、ジュノもまたゲーム捜索への協力を頼む。警察を信用できないウソクも、キムの仇を取るためゲーム捜索に協力する。 ギフン、ジュノとウソクはめんこ男のジャケットからクラブで行われるハロウィンパーティーを示す手掛かりを発見した。ウソクは傭兵のチームを募集し、ギフンは自分の義歯内にGPSを埋め込み、3人はフロントマンの居場所を突き止める計画を立てる。一方、ギフンはサンウの母親とチョルの世話を続ける。千三屋と協力してチョルを北朝鮮出身の母親と再会させ、別居していた娘に無言電話を掛ける。 チームはハロウィンパーティーに潜入し、そこでギフンは、イカゲームのピンクガードの1人に付き添われてリムジンに乗り込み、チームは追跡を開始する。ギフンはスピーカーを通じてフロントマンと対峙し、イカゲームの終了を要求する。後続の車両が狙撃され追跡が不可能になると、ギフンは参加者としてイカゲームに復帰させることを要求する。 一方で、娘を北朝鮮から救出しようとする脱北者のカン・ノウルは、ピンクガードとしてイカゲームに参加した。 |                      |                |                    |                    |
| 3 | 001                  | 12月26日       | ファン・ドンヒョク | ファン・ドンヒョク |
| ギフンは他の455人の参加者とともにゲームの寮で目覚める。マネージャーが新しいゲームのルールを発表する。「各ゲーム終了後に参加者は投票を行い、過半数がゲームを中断することに同意した場合、ゲームは終了し、蓄積された賞金が参加者に分配される」というものだった。ギフンのGPSが撤去され、ジュノと傭兵チームは島を見失っている。ギフンは参加者390を友達・チョンベだと認識し、自分の近くにいるように薦める。 最初のゲームは「だるまさんがころんだ」。先頭に躍り出たギフンは、脱落すると射殺されると参加者に警告する。多くのプレイヤーはギフンを信じていなかったが、やがて1人が動いたことで射殺されてしまい、動揺した周囲のプレイヤーも逃げ出そうとして次々と射殺されていく。ようやくギフンの警告が本当だと気がついた参加者達は前の人の影に隠れて縦列を組み、動きを感知されないようにする。参加者230（ラッパー・サノス）は薬物の影響下で高揚状態にあり、他の参加者をわざと脱落させる。ギフンと参加者120（ヒョンジュ）は撃たれて脱落したが、致命傷でなかったため死に至らなかった参加者を救おうとするが、ノウルがその参加者を射殺する。ギフンの活躍により、第1ゲームの脱落者は91人と、大幅に抑えられた。 「だるまさんがころんだ」終了後、ギフンは参加者たちに投票を促し、前回のゲームでは自分が唯一の勝者であることを明かす。続行に投票した参加者には「○」のラベルが付けられ、中止に投票した参加者には「×」のラベルが付ける。フロントマンは参加者001を装って続行に票を投じ、ゲームの継続が決定する。 |                      |                |                    |                    |
| 4 | 6本の脚              | 12月26日       | ファン・ドンヒョク | ファン・ドンヒョク |
| 参加者001イノ（フロントマン）はギフンに近づき、オ・ヨンイルという偽名を名乗る。ノウルは部隊長に呼び出され「（臓器の違法売買の）邪魔をするな」と叱責される。 ギフンは他の参加者に次のゲームは「型抜き」だと説明していたが、第2のゲームは「5人6脚 近代五種」であった。5人でチームを組み、5人6脚で進みながら合計6つの遊びを5分以内にクリアする必要があるのだ。ギフンはヨンイル、海兵隊出身のチョンべ、同じく海兵隊出身のデホ、そして妊婦のジュニとチームを組む。やがてゲームは始まり、脱落して射殺される班、チームワークを駆使してクリアする班が出てくる。 |                      |                |                    |                    |
| 5 | もう一勝負           | 12月26日       | ファン・ドンヒョク | ファン・ドンヒョク |
| ヨンシクとクムジャはヒョンジュやヨンミとチームを組み、第2ゲームをクリアする。ギフンはチョンベやデホ、ジュニ、ヨンイル（イノ/フロントマン）とチームを組んで、なんとかゲームをクリアする。ゲーム終了後、続行か終了かの投票が行われたが、参加者には多額の借金を抱えた人物が多いため、分配される賞金では足りないとの意見が主流になり、ゲームは続行されることとなる。ノウルは部隊長の部下から、臓器売買の邪魔をするなら殺すと脅され、ナイフで顔に傷をつけられる。 |                      |                |                    |                    |
| 6 | 〇 ×                 | 12月26日       | ファン・ドンヒョク | ファン・ドンヒョク |
| 第3ゲームは「マッチゲーム」。宣告された人数でグループを作って、制限時間内にその人数で壁に設えられた小部屋に駆け込む。部屋に入れなかった者、部屋に入っても人数が不正な者は射殺されるのだ。ヒョンジュは転倒しヨンミを助けようとするが、ミョンギがヒョンジュを押しこんで部屋の鍵をかける。ヨンミはドアの前で撃たれ死亡する。別の小部屋では、ヨンイルが他の参加者の首を折って殺すのをチョンベが見て、ヨンイルに恐怖を抱く。ゲームが終了し、投票が行われる。拮抗する○陣営と×陣営だが、最後に投票したヨンイルが×を選んだことで同数となったため、ルールに従い、明朝に再投票が行われることとなる。 「マッチゲーム」後、トイレにてサノスとナムギュは参加者125・ミンスに投票を「○」に変更するように圧力を掛けるが、「×」に投票したミョンギと他の参加者が彼を庇るために介入する。トイレ決戦が続き、サノスがミョンギの首を絞め、ミョンギはサノスの顎をフォークで刺して殺害した。 |                      |                |                    |                    |
| 7 | 敵か味方か           | 12月26日       | ファン・ドンヒョク | ファン・ドンヒョク |
| ミョンギがサノスを殺したことで乱闘が始まり、マル派3人、バツ派2人の計5人が死亡する。トイレ乱闘後、脱落者を知った参加者たちは賞金総額を増やし、反対派の投票者を弱体化させるために他人を殺せることに気づく。それを察知したスタッフは、プレイヤー同士で乱闘が起こることを予想し、所定の位置に待機する。 そしてマル派がバツ派に襲いかかり、乱闘が始まる。他の参加者たちが次々と殺される中、ギフンたちはベッドの下に隠れ、ピンクガードたちが到着して初めて姿を現す。ギフンたちはピンクガードたちの銃を奪って反撃し、□マスクの1人を生け捕りにする。生き残ったピンクガードに制御室への誘導を強制するが、途中で応援に来たピンクガードたちと銃撃戦となり、弾薬が尽きてきたギフンたちは劣勢に立たされる。 そんな中、デホは休憩室に弾薬を取りに行くよう頼まれ、部屋にたどり着くが戦闘ストレス反応に苦しみ、戦場に帰還出来なくなる。ギフンたちの居場所にたどり着いたヨンイルは救援すると偽り、同行の参加者を射殺してギフンたちを裏切り、降伏した他の参加者も処刑される。戻ってこないデホの様子を確かめに休憩室へ行ったヒョンジュはピンクガードが制圧にきたところを1人で立ち向かおうとしたが、クムジャに制止され諦める。ギフンとチョンベは捕らえられる。 そこにフロントマンの仮面を被ったイノが現れ、「456番。英雄ごっこは楽しかったか？」「よく見ろ。これがその結果だ」と言い放ち、ギフンの目の前でチョンベを銃殺する。目の前での親友の死を嘆くギフンの姿でシリーズは終わる。 |                      |                |                    |                    |

## 日本語版制作スタッフ
- スタジオ：ブロードメディア（シーズン1）
- 演出：簑浦良平
- 翻訳：片山寛子（ep1, 3, 5, 7, 9）、中島礼子（2, 4, 6, 8）
- 調整：青木臨（シーズン1）
- 日本語字幕：千香仙（シーズン1）

## ゲーム内容

### シーズン1におけるゲーム

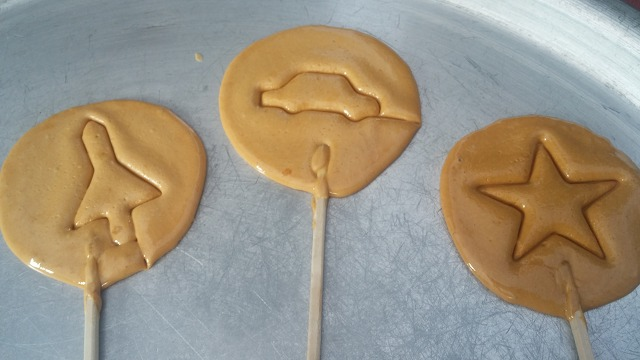
韓国の型抜き。日本のカタヌキとは素材が違い、カルメ焼きに似たタルゴナを使用している。劇中では棒は付いていない

最終ゲームで行われたイカゲームのプレイヤーの動きを表した図

第1ゲーム『だるまさんが転んだ』
原語版では「ムクゲの花が咲きました」。前方に設置された鬼役のロボット人形の顔がこちらを向いていない間だけプレイヤーは動くことができ、制限時間内にロボット人形（日本語吹替 - 久野美咲）がいるラインまで辿り着ければゲームクリアとなる。
鬼役のロボット人形の両目は高感度の動作センサーになっており、僅かでも動きを検知されるか、制限時間までにゴールに間に合わないと脱落。脱落したプレイヤーは即座に周囲に控えている運営のスナイパーによって射殺される。
本編では456人が参加し、255人が脱落し、クリア者は201名となった。
第2ゲーム『カタヌキ』
日本のカタヌキと要領は同じで、切込みの入った型を針でなぞり、型を割らずに上手くくり抜ければゲームクリアとなる。少しでも欠けてしまうか、制限時間までにくり抜けないとその場で脱落。控えている運営スタッフに射殺される。
くり抜き方は自由で、水に溶けることを利用して裏から舐めてくり抜きやすくすることもできる。本編では187人が参加し、その内79名が脱落。108名がクリアとなった(一時中断後の不参加の24人はフロントマンが運営スタッフに逐一監視し報告するように命じているが、どのような処遇になるかは作中では明かされていない)。
ちなみに日本のカタヌキとは素材が異なり「タルゴナ」を使用、砂糖で作られた型はカルメ焼きに似ている。
スペシャルゲーム
第2ゲームと第3ゲームの間の深夜に行われた、プレイヤー同士の乱闘。これはゲーム内で殺人が禁止されていないことや、ドクスが食料トラブルで相手を殺害した際に、プレイヤー達がこのことに気づいたことに起因する。
実はこれも運営によって仕組まれたゲームの1つで、乱闘の発生が予想される際は「スペシャルゲームが始まる」アナウンスが流れてスタッフが所定の位置に移動する。ゲーム最中には天井の照明が激しく点滅してプレイヤー達を刺激し、ゲームのオーナーの合図で終了。終了後は機関銃で武装したスタッフが部屋に突入し鎮圧する。
本編ではドクスが自分を告発した女を襲撃したことで始まり、オーナーのイルナムの合図によって停止されるまでの間、合計27名の死者を出した。当然ギフン達は疑心暗鬼に陥り、第3ゲーム終了後にもバリケードを築いて対策するが、その後乱闘は発生しなかった。
第3ゲーム『綱引き』
10人1チームで行う団体戦。プレイヤーは縄に手を手錠で繋がれた状態で行い、負けたチームは全員高所から落下して死亡する。勝ったチームも重みで落下しないように、勝負がついたら縄がギロチンで切断される仕組みになっている。本編では80人8チームが参加し、うち40人4チームが生き残った。
第4ゲーム『ビー玉遊び』
2人1組のペアで行う対戦型ゲーム。ペアになったプレイヤーにはそれぞれビー玉が10個ずつ配られ、制限時間内に20個全てを獲得したプレイヤーの勝利となる。敗北したプレイヤーは脱落してスタッフに射殺されるが、勝負が決まらなかった場合は2人とも脱落、射殺される。
ビー玉のやり取りについては暴力以外なら何でもありであり、八百長や譲渡、さらには騙し取っても咎められることはない。ただし「平等」の原則に則り、相手プレイヤーがゲームの変更を求める場合はそれを受け入れなければならない。
なおペアが決まらず1人余ってしまった場合は特に説明されなかったが、「疎外された弱者は捨てない」という理由で不戦勝となる。本編ではペアを組めなかったハン・ミニョを除いた38人19組が参加。そのまま不戦勝となり、ゲームに勝ったプレイヤーと合わせて残りは17名となった。
第5ゲーム『飛び石ゲーム』
四角いガラス板が1マス飛ばしに配置された橋を渡り、制限時間内に向こう側にあるゴールを目指すゲーム。プレイヤーにはあらかじめ番号が振られており、その番号順に挑戦していく。
渡っていくガラス板の橋は2本掛けられており、1マスごとに普通のガラス板か強化ガラス板かの2択を選択しながら進んでいかなければならない。強化ガラスは二人乗っても割れないが、普通のガラスは簡単に割れるので、間違った選択をすると転落死してしまう。2種のガラスの判別は難しく、ガラスの製造に深く精通した人間でギリギリ見分けられる程度。
ゲームの性質上、先頭の方が圧倒的に不利な仕組みになっているが、途中で先に進むことを拒否し、後続に先を行かせようとしてもルール違反にはならない。ただし制限時間が定められており、時間内に間に合わなかったプレイヤーはスナイパーにより全員即座に銃殺されるため、先頭が前に進まないと、後ろの人全員に迷惑がかかる。
本編では16名が挑戦。うち13名が脱落した。
最終ゲーム 『イカゲーム』
イカの形をしたフィールドを使って、攻撃側・守備側が競い合うゲームで、攻撃側はハンデとして途中までケンケンで進む必要がある。攻撃側はイカの頭から出発、イカの首の部分を横切った後、守備側チームを全員押し出すか、スタート地点に誰か1人でも戻り着くかすれば勝利で、守備側は攻撃側チームを全員外に押し出したら勝利。ただし、本作ではこのゲーム開始前に1人一本ナイフが渡されており、ナイフでの殺し合いも許されている。本編では最後まで残ったギフンとサンウの2人が参加し、壮絶な一騎討ちを行った。
実際のイカゲームは、韓国の子供の遊びの中では最もハードな遊びとされ、服をつかんだり砂を投げたりするなど、禁じ手なしでの攻防が許されている。

### シーズン2におけるゲーム
第1ゲーム『だるまさんが転んだ』
ルールはシーズン1と同様。456人が参加し、内91人が脱落。ギフンの活躍で脱落者は大幅に減少し、クリア者は365人となった。

第2ゲーム『5人6脚　近代5種ゲーム』
プレイヤーは5人でチームとなり、五人六脚で環状の走路を進みながら、途中に設定された五種の遊び（めんこ、碑石打ち、コンギ遊び、コマ回し、チェギ蹴り）を制限時間以内にクリアしてゴールを目指す。制限時間5分以内にゴールできなければ、チーム5人は銃殺される。なお、これらの遊びに失敗したり、転倒したりするだけなら脱落とはならず、成功するまで何度でもやり直しできる。
365人が参加し、内110人が脱落。クリア者は255人となった。

第3ゲーム『マッチゲーム』
童謡「丸く丸く」に合わせて回転するステージに全プレイヤーが乗り、回転の停止と同時に人数が宣告される。制限時間内にその人数のグループを作ってステージ外周に設置された50の小部屋のどれかに入れればクリアとなり、これが複数回実施される。小部屋に入れなかった者、設定された人数以外の人数で小部屋に入ったグループは銃殺される。なおこの人数は「生存している」人数で、設定された以上の人数で部屋に入っても、余った分の参加者を殺害するなどして人数を減らせば問題ない。
255人が参加し、内155人が脱落。クリア者は100人となった。

スペシャルゲーム
シーズン2では第3ゲーム後、マル派（ゲーム続行投票で「◯（続行）」を選んだ者）とバツ派（「×（中断）」を選んだ者）同士がトイレで乱闘してマル派3人、バツ派2人の合計5人が死亡。その乱闘後、マル派はバツ派を減らして次の投票を有利にすべく、就寝中にバツ派に襲いかかり、乱闘が開始される。
乱闘が起こることを予想していたギフンたちはベッドの下に隠れて襲撃を逃れ、武装したスタッフが鎮圧しに来たところで機関銃を奪い、ゲームへの反乱することとなる。

### シーズン3におけるゲーム
第4ゲーム『かくれんぼ』
広大な迷路の中で行うゲーム。赤色の球体と青色の球体が均等に入ったガチャマシーンを引き、引いた球体の色によって2つのチームに分かれる。
赤チームはナイフを支給され、青チームを1人以上殺すことでゲームクリアとなる。
青チームは支給された鍵(3種類が存在する)を使い迷路内にあるドアを開けることができる。青チームは制限時間30分の間赤チームに殺されずに逃げ切るか、出口を開けて脱出することでゲームクリアすることができる。ただし、出口を開けるには3種類の鍵すべてが必要となる。
またプレイヤーはゲーム開始前に、所属チームを変えることができる(相手との交渉が成立した場合)。
60人が参加し、35人が脱落。クリア者は25人となった。
第5ゲーム『大縄跳び』
制限時間の20分以内に、2体の人形が高速で回す縄を跳び、高所に架けられた橋を渡ってゴール側へ着けばクリア。橋あるいはスタート・ゴールの広場部から落ちると脱落。25人が参加し、内16人が脱落。クリア者は9人（ジュニの子を含む）となった。
最終ゲーム『天空イカゲーム』
室内には四角柱、三角柱、丸柱型の塔があり、プレーヤーはまず内蔵のエレベーターで四角の塔の頂上に運ばれる。各塔頂上のフィールド中央には長さ3ｍほどの金属製のパイプが立ち、これは取り外せる。パイプのそばの床が開き、ゲーム開始を宣言するスイッチが現れる。
プレイヤーはゲーム開始ボタンを押した後、制限時間内に塔から一名以上のプレーヤーを落下させればステージクリアとなる。ステージをクリアすると塔の側面から橋が伸び、次の塔に渡ることができる。これを三度行い、残ったプレーヤーが勝者となる。9人が参加し、内8人が脱落。ジュニの赤ちゃんが優勝者となった。

## 制作
2008年に起こった世界的な金融危機によって韓国国内および、監督のファン・ドンヒョク自身も多大な影響を受けた。ファンは同年、自分が書いた別の映画の脚本に投資を受けようとしたが失敗し、約1年間働くことができなかった。2009年にファンの母が、勤めていた会社を退職したため、ファン及びファンの家族は非常に経済的に困窮していた。
ソウルの漫画喫茶で、『バトル・ロワイアル』や『ライアーゲーム』、『賭博黙示録カイジ』などの漫画を読んだファンは、登場人物たちに共感し、もし現実にこのようなサバイバルゲームがあったら、家族のためにお金を稼ぐために参加するのだろうかと考え、そのコンセプトで、少年時代にやっていた「イカゲーム」を題材にして映画の脚本を書き始めた。
ファンは韓国の制作グループや俳優に自分の脚本を売り込んだが、あまりにもグロテスクでリアリティが無いと言われ、断られた。その後ファンは、『トガニ 幼き瞳の告発』（2011年）、『怪しい彼女』（2014年）、『天命の城』（2017年）と3本の映画を制作し、いずれも韓国国内で成功を収めた。
ファンは2018年に『イカゲーム』の脚本をNetflixに持ち込んだ。Netflixのアジア地域のコンテンツ担当者であるキム・ミニョンは、「私たちは、従来の "成功例 "とは異なるコンテンツを探していましたが、『イカゲーム』はまさにそれでした」と語っている。
2019年9月、Netflixはファンの作品をオリジナルシリーズとして制作することを正式に発表した。 ファンは当初、『イカゲーム』を2時間の長編映画として提案したが、キムは、「この話は120分よりもはるかに多い」として、9話のシリーズとして製作されることになった。
当初、Netflixはこのシリーズを、ファンが提案した「イカゲーム」ではなく、「ラウンドシックス」と名付けていた。キムは、韓国の視聴者にとって「イカゲーム」という名前が子供向けのゲームを指すことは知っていたが、「多くの人には伝わらない」として、競技の性質を表現している「ラウンドシックス」を選択したという。制作が進むにつれ、ファンは「イカゲーム」を使うようにサービス側に働きかけた。キムは、その不可解な名前とユニークなビジュアルが、視聴者を引きつけるのに役立ったと述べている。

### 続編・スピンオフ番組の発表
ファンは2021年11月に行われたAP通信とのインタビューにおいて、シーズン2を制作することを明らかにした。Netflixの共同CEOを務めるテッド・サランドスも2022年1月に同様の発表をしている。その後、Netflixは同年6月にシーズン2の制作を正式発表した。
2024年2月6日、Netflixは本作のシーズン2を2024年第4四半期（10月～12月）に配信することを発表。同年8月、シーズン2を同年12月26日から配信開始すると同時にシーズン3も2025年に配信公開することを発表した。
また、2022年6月には本ドラマをモチーフにした、スピンオフ番組である『イカゲーム:ザ・チャレンジ』を制作することをNetflixが発表した。全10話のエピソードで成り立っており、456人の参加者が456万ドルの賞金を争うリアリティ番組になるとしている。2023年9月、Netflixは同番組を同年11月22日に配信公開することを発表した。
2025年1月30日、Netflixは完結編となるシーズン3を同年6月27日に配信公開することを発表した。

## 公開
2021年9月17日にNetflixで全世界で公開され、配信開始28日間で1億4,200万世帯以上が視聴し、28日間で16億5045万時間以上の合計視聴時間を記録して、Netflix史上最大のヒット作となった。これは視聴世帯基準では2位と約2倍の差があり、視聴時間基準では2位と約3倍の差がある圧倒的な記録となっている。ブルームバーグによると、公開から23日間、イカゲームを見始めたアカウントの89%は少なくとも1つ以上のエピソードを見て、66%に当たる8700万世帯は初公開後23日以内に完結まで全部見たし、全世界のアカウントがイカゲームを見るのに所要した時間を合わせると約14億時間で、年数では15万9817年だった。 
『イカゲーム』はNetflixの内部指標であるAVS（調整視聴持分）で353点を記録した。通常は9-10点のAVSを獲得すれば、すでに高い水準と評価されるという。また、『イカゲーム』は少ない製作費で公開から23日間、約1020億円を稼ぎ「効率性」指標で41.7倍を記録したという。
米テレビ視聴率調査会社『ニールセン』によると、9月27日から10月3日基準、『イカゲーム』がアメリカで週間累計視聴時間30億分を超える6番目のタイトルになった。また、10月4日から10月10日基準も30億分を超えた。

## 影響

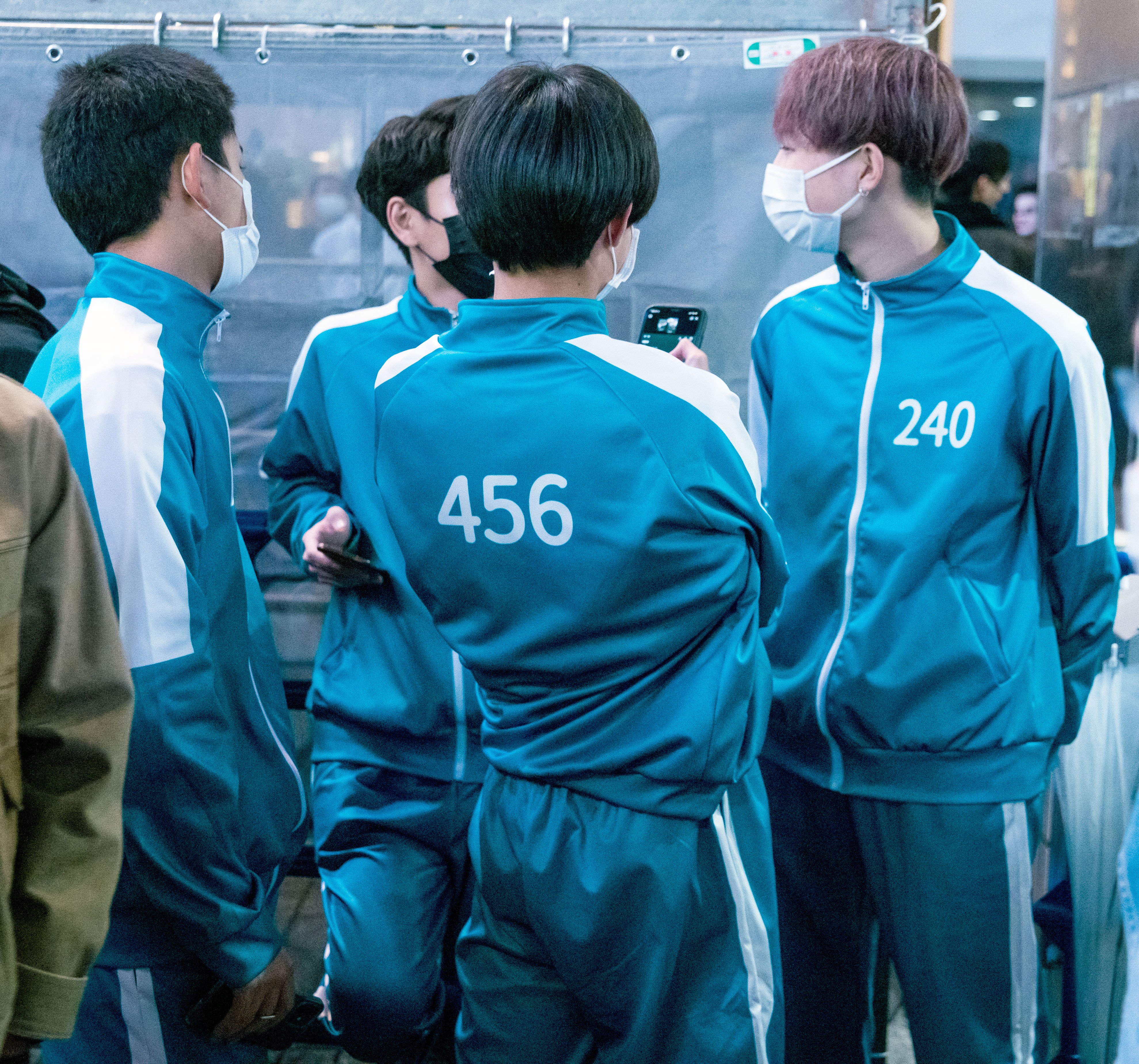
「イカゲーム」プレイヤーのハロウィーン仮装

2020年9月にNetflixで公開された映画『#生きている』以来、韓国コンテンツとしては2番目で本作がアメリカの「今日のTOP10」で1位を獲得。映画批評サイトのRotten Tomatoesで新鮮度指数100％を記録した。
『イカゲーム』の絶大な興行によって、Netflixの株価が史上最高値を更新した。 米国の主要なビッグテック（巨大情報技術企業）が下落傾向の中、Netflixだけが上昇傾向をみせた。『イカゲーム』公開後3週間Netflixの時価総額は2,596億ドルから2,800億ドルに、204億3000万ドル増加した。
2021年10月15日、アメリカの経済専門通信社であるブルームバーグは同社が独自入手したNetflixの内部資料から本作品全体への投資額が判明し、2140万ドル（日本円で約24億円）使ったと報じた。また、同国の経済専門メディアであるビジネスインサイダーも本作品1話当たりの投資額は238万ドルと推定され、同じNetflixのオリジナル作品である『ストレンジャー・シングス 未知の世界』の800万ドル、『ザ・クラウン』の1000万ドル（いずれも1話当たり）と比べ、少ない投資で高いコストパフォーマンスを得られたと評した。
2021年10月19日、Netflixは2021年7月から9月期の決算を発表し、本作品の大ヒットによる有料加入者数増加もあり、同年9月末時点の有料会員数は同年6月末と比べて438万件増の2億1356万件、売上高も前年同期比16%増の74億8346万ドル（約8600億円）、純利益は同83%増の14億4907万ドルだったと明らかにした。また、Netflixは『イカゲーム』の効果が本格的に反映される第4四半期（10月 - 12月）には、有料加入者が850万人増加すると予想した。
2015年7月1日から提供されたウィキペディアのデータを分析した結果、『イカゲーム』が『ゲーム・オブ・スローンズ』を抜いて最も人気のあるテレビショーという定量的な結果につながった。
『イカゲーム』の爆発的な人気に支えられ、コスプレ市場も好況を迎えた。 2021年10月、「イカゲームコスチューム (squid game costume)」は「Amazon.com」で最も検索されたキーワードになり、最も売れたコスプレ衣装になった。
なお、ロサンゼルス・タイムズによると、本作品の制作を主導したファン・ドンヒョクは「なんとか食べていける程度」の金額しか貰えなかったとしている。これはNetflixとの契約時に本作品の知的財産やレジデュアルの権利一切を放棄してしまったためと報じられている。

### 俳優らのフォロワー数
本作の爆発的な人気から、出演俳優のSNSのフォロワー数が爆発的に増加した。
- チョン・ホヨンのInstagramでは公開前40万人台だったフォロワー数が約2,360万人（2021年11月20日時点）になり、韓国の女優の中で最も多いフォロワー数を保有することとなった[56]。
- ウィ・ハジュンのInstagramでは、フォロワー数が配信前30万だったが、2021年11月20日時点で950万人を超えた[57]。同日基準、イ・ユミのフォロワー数は700万人を超えた。
- イ・ジョンジェとパク・ヘスは元々Instagramのアカウントがなかったが、2021年10月2日に開設した後フォロワー数が急速に増え、2021年11月20日時点でイ・ジョンジェは490万人を超え、パク・ヘスは280万人を超えた。
- ホ・ソンテのInstagramでは、フォロワー数が約40倍となった[58]（2021年10月21日時点の約64倍）。

## 評価
Netflixは『イカゲーム』について「世界の文化的時代精神を虜にした」と表現し、アメリカを含む94カ国で1位を占めたと明らかにした。ウォールストリートジャーナル、NBCなど世界の有名メディアは『イカゲーム』を「全世界的社会現象」と表現している。
2021年10月、朝鮮民主主義人民共和国（北朝鮮）の対外宣伝サイト「メアリ」は韓国（南朝鮮）国内で本作品が流行していることを紹介した上で、「人間を極端競争に追いやり、その中で人間性が抹殺されていく野獣化された南朝鮮社会である」などと批評した。これまで、北朝鮮のメディアが韓国の映画やテレビ番組などを紹介したり、論評したケースは殆どなく、異例のことである。
元在大韓民国特命全権大使の武藤正敏は、著書の中で『パラサイト 半地下の家族』や『イカゲーム』が世界的にヒットした背景として、「（韓国国内の）分断のなかでさまよう、弱い立場の韓国人が抱える思い、現実的な渇望、羨望、そして救われない絶望があるからこそではないだろうか」と評している。また、『イカゲーム』が日本の作品を一部模倣しているとの批判について、「ある意味では、日本であればそこまで激しい『分断』の土壌がないから、あのような作品をなかなか生み出せないという解釈もできるだろう」と述べている。

### 受賞・ノミネート
本作での演技が評価され、オ・ヨンスが第79回ゴールデングローブ賞にて助演男優賞を受賞した。
2022年7月12日、アメリカのテレビ芸術科学アカデミーは第74回プライムタイム・エミー賞の候補を発表し、本作品がドラマ部門の作品賞や演技賞などにノミネートした。英語以外の言語の番組がエミー賞にノミネートされるのは本作品が初めてとなる。
2022年9月12日、第74回エミー賞の授賞式がアメリカのロサンゼルスにて行われ、本作品がドラマ部門の主演男優賞や監督賞など、6つの賞を受賞した。
2024年12月9日、シーズン2が2025年1月5日開催の第82回ゴールデングローブ賞テレビドラマ部門作品賞にノミネートされたが、受賞を逃した。
2025年2月7日、同日開催の第30回クリティクス・チョイス・アワードにおいて、シーズン2が外国語シリーズ作品賞を受賞した。

## 反応
- 映画監督の北野武は堀江貴文との対談で、『あれ観ちゃうもんな『イカゲ－ム』。ずっと観ちゃったもんな結局は。ヘトヘトになるまで観てたもん 笑』と絶賛していた[76]。
- NBAのスーパースターレブロン・ジェームズらも、当ドラマに夢中になっていると報じられ、試合後会見場でもレブロンはデイビスと『イカゲーム』について談笑した[77][リンク切れ]。
- 2021年のハロウィンには、デミ・ロヴァート、ジャスティン・ビーバーなど、著名人たちがロサンゼルスに集まって『イカゲーム』をテーマにしたパーティーを開催した[78][79]。
- アメリカの俳優レオナルド・ディカプリオと女優エル・ファニングは『イカゲーム』の大ファンだという[80][81]。
- 2021年11月17日、アメリカの歌手ジョン・レジェンドと、妻でモデルのクリッシー・テイゲンが、自宅で『イカゲーム』をテーマにしたパーティーを開催した[82]。
- Amazonの共同創設者ジェフ・ベゾスは『イカゲーム』の成功を賞賛し、「ドラマを観るのが待ちきれない」とツイートした[83]。
- 『アベンジャーズ/インフィニティ・ウォー』と『アベンジャーズ/エンドゲーム』の監督ジョー・ルッソは、『イカゲーム』をリメイクする考えがあるのかという質問に対し、「もう世界中のほとんどの人がイカゲームを観たので、リメイクする必要はない。完成度も高い作品だし、演技も素晴らしかった」と語った。また、最後の3つのエピソードについて「この10年間で私が見たテレビドラマの中で最高のエピソードだった」と絶賛した[84]。
- アメリカの歌手ビリー・アイリッシュがオーストラリアのメディアとのインタビューで『イカゲーム』を2日ぶりに全部見たと話した[85][86]。

### その他
- 本作品で使用された電話番号がドラマとは無関係の第三者が実際に使用しているものであったため、番組を見た視聴者が好奇心目的で終日メールや電話をかけており、当事者が迷惑していると2021年9月に報じられた。同年10月、Netflixは該当場面を差し替えることを発表した[87][88][リンク切れ][89]。また、別のシーンでは制作スタッフが実際に使用している銀行の口座番号も表示され、一部の視聴者が送金を試みる騒動も起きている[89]。
- 韓国の活動家ソ・ギョンドクは、中華人民共和国（中国）で本作品を違法ダウンロードした上で視聴しているユーザーが相次いでいるとして、「他国の文化に対する『尊重』を学ぶべきだ」と批判している[90]。
- イギリスでは本作品を視聴した子ども達が学校において過激な遊びを真似するケースが続出しているとして、同国東部の地方自治体は子どもが本作品を視聴することを控えるよう強く要請するメールを保護者らに配信したことが2021年10月にガーディアンから報じられた[91][92]。
- 北朝鮮では中国経由で持ち込んだUSBメモリを利用して本作品を隠れて視聴していたとして、同国内在住の青少年7人に対して死刑を含む重刑が宣告されたと2021年11月にアメリカの国営放送「ラジオ・フリー・アジア」が報じた[93][94]。
- 2024年にNetflixの日本法人が同国内にて行ったオンラインアンケートにおいて、本作品の認知度が7割以上に上ったことが判明した。しかし、その一方でイカゲームを「スマホゲームのタイトル」や「子どもに流行っている遊び」と誤認している者が多数を占めており、作品イメージの定着が課題となっている[95][96]。
- 2024年12月、イギリスのオックスフォード大学出版部が発行する英語辞書「オックスフォード英語辞典」はタルゴナ（カルメ焼き）やチゲ、トッポッキなど、韓国語由来の計7単語を収録した。日本のスポーツ新聞であるデイリースポーツは本作品の影響によるものと分析している[97]。
- 2025年にはFPSゲーム「コール オブ デューティ ブラックオプス 6」と「コール オブ デューティ ウォーゾーン」にて本作とのコラボイベントが開催された[98]。
- シーズン2最終話（第7話）では誤って撮影カメラマンが劇中に映り込んでしまうミスが発生。後に該当シーンは修正された[99]。